# جبل بوزريعة
جبل بوزريعة هو قمة جبلية في سلسلة جبال ساحل الجزائر ضمن الأطلس التلي في الجزائر، ويقع في بلدية بوزريعة بدائرة بوزريعة ضمن ولاية الجزائر.

## الوصف
جبل بوزريعة هو أعلى قمة جبلية في ولاية الجزائر ضمن جبال ساحل الجزائر، بارتفاع قدره 410 م (1,345 قدم)، يُطل على غرب خليج الجزائر وعلى سهل متيجة، ويقابل جبال الخشنة من جهة الشرق وجبال التيطري من الجنوب.
ويقابله «جبل بوزقزة» في شرق خليج الجزائر أين تم إنشاء سد قدارة على مجرى وادي بوزقزة ووادي بودواو.
ويمكن الوصول إلى قمة هذا الجبل عبر ستة طرق وطنية هي طريق وطني 1 (الجزائر) والطريق الوطني رقم 5 والطريق الوطني رقم 11 والطريق الوطني رقم 36 والطريق الوطني رقم 41 والطريق الوطني رقم 63.
وتنبع من سفح هذا الجبل مجار مائية منها وادي سيدي مجبر ووادي بني مسوس.

## الخصائص
| رقم | الخاصية    | القيمة                        |
| --- | ---------- | ----------------------------- |
| 01  | الولايات   | الجزائر                       |
| 02  | البلدية    | بلدية بوزريعة - دائرة بوزريعة |
| 03  | الإحداثيات |                               |
| 04  | الارتفاع   | 410 م (1,345 قدم)             |

## الموقع
يقع «جبل بوزريعة» على الشريط الساحلي الممتد من مصب وادي الحراش إلى غاية وادي مزفران.
ويقع هذا الجبل في ولاية الجزائر.

## جيولوجيا

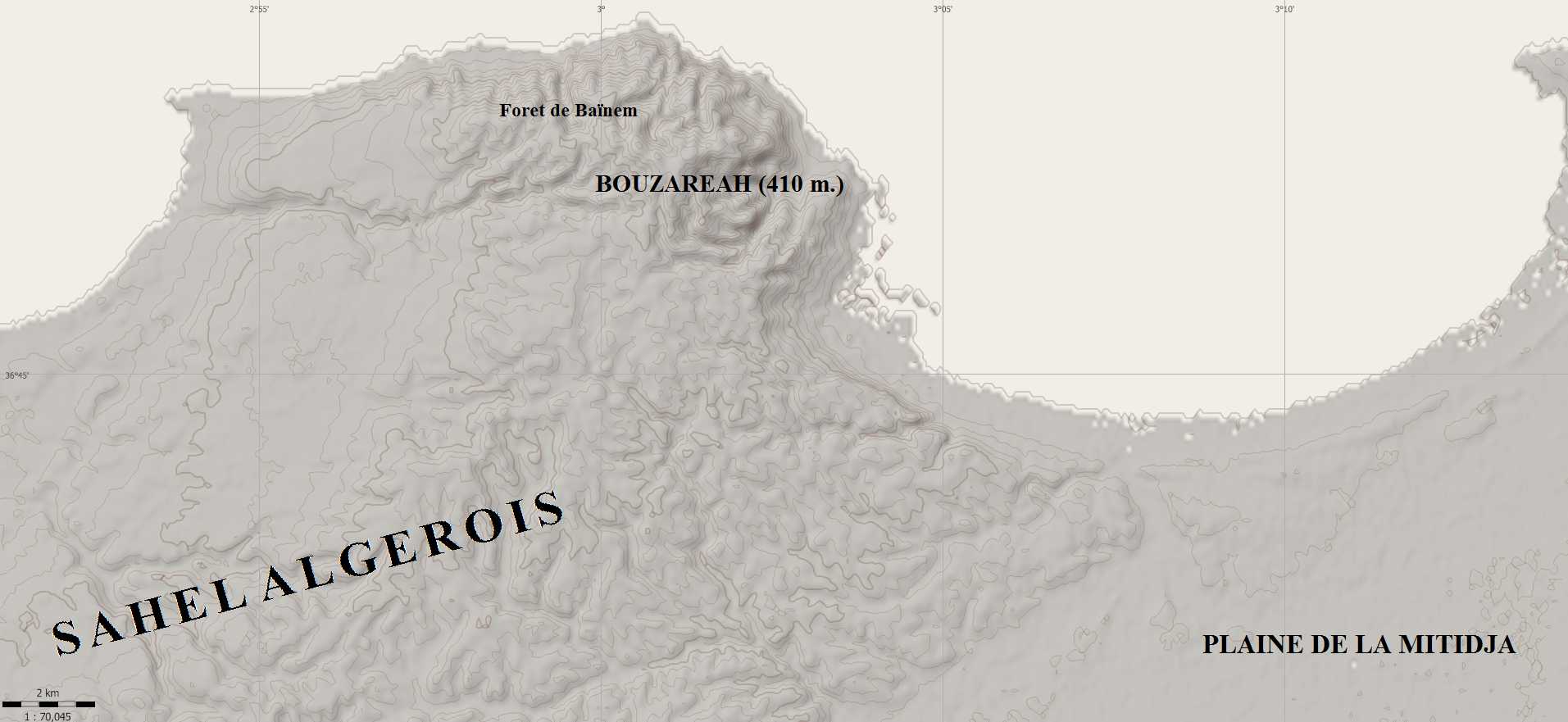
جبال ساحل الجزائر

يعود نشوء جبل بوزريعة إلى العصر الرباعي من حقبة الحياة الحديثة في مقياس الزمن الجيولوجي.
وتتميز الأرضية المحيطة به باحتوائها رخاما رماديا ترتبط مواضعه بواسطة مسارات من السيدريت المحمر وخام الحديد.
كما يتميز تكوين هذه الأرضية باحتوائه كمية من الشيست البلوري، والميكاشيست [الفرنسية].

## المناخ
المناخ السائد في «جبل بوزريعة» هو مناخ البحر الأبيض المتوسط بارد ورطب شتاءا حار وجاف صيفا، وتتراوح كمية الأمطار المتساقطة سنويا بين 500 إلى 1300مم بداية من شهر أكتوبر إلى غاية شهر مارس وتعرف المناطق الساحلية بلطافة جوها وبمعدل حرارة سنوي يقدر بـ 18° على خط الشريط الساحلي و25° بالمناطق الداخلية لولاية الجزائر.

### الإحصائيات المناخية الشهرية
| البيانات المناخية لـ"جبل بوزريعة" | البيانات المناخية لـ"جبل بوزريعة" | البيانات المناخية لـ"جبل بوزريعة" | البيانات المناخية لـ"جبل بوزريعة" | البيانات المناخية لـ"جبل بوزريعة" | البيانات المناخية لـ"جبل بوزريعة" | البيانات المناخية لـ"جبل بوزريعة" | البيانات المناخية لـ"جبل بوزريعة" | البيانات المناخية لـ"جبل بوزريعة" | البيانات المناخية لـ"جبل بوزريعة" | البيانات المناخية لـ"جبل بوزريعة" | البيانات المناخية لـ"جبل بوزريعة" | البيانات المناخية لـ"جبل بوزريعة" | البيانات المناخية لـ"جبل بوزريعة" |
| الشهر                             | يناير                             | فبراير                            | مارس                              | أبريل                             | مايو                              | يونيو                             | يوليو                             | أغسطس                             | سبتمبر                            | أكتوبر                            | نوفمبر                            | ديسمبر                            | المعدل السنوي                     |
| --------------------------------- | --------------------------------- | --------------------------------- | --------------------------------- | --------------------------------- | --------------------------------- | --------------------------------- | --------------------------------- | --------------------------------- | --------------------------------- | --------------------------------- | --------------------------------- | --------------------------------- | --------------------------------- |
| متوسط درجة الحرارة الكبرى °ف      | 61.7                              | 63.1                              | 65.3                              | 68.7                              | 74.3                              | 80.6                              | 87.1                              | 88.2                              | 84.6                              | 77.2                              | 69.3                              | 63.0                              | 73.6                              |
| المتوسط اليومي °ف                 | 52.3                              | 53.4                              | 55.0                              | 58.5                              | 63.9                              | 70.3                              | 76.3                              | 77.4                              | 73.8                              | 66.9                              | 59.4                              | 53.8                              | 63.4                              |
| متوسط درجة الحرارة الصغرى °ف      | 42.6                              | 43.5                              | 44.6                              | 48.2                              | 53.6                              | 60.1                              | 65.3                              | 66.4                              | 62.8                              | 56.7                              | 49.3                              | 44.6                              | 53.1                              |
| الهطول إنش                        | 3.15                              | 3.22                              | 2.89                              | 2.41                              | 1.57                              | 0.66                              | 0.18                              | 0.29                              | 1.35                              | 2.99                              | 3.80                              | 4.54                              | 27.05                             |
| متوسط درجة الحرارة الكبرى °م      | 16.5                              | 17.3                              | 18.5                              | 20.4                              | 23.5                              | 27.0                              | 30.6                              | 31.2                              | 29.2                              | 25.1                              | 20.7                              | 17.2                              | 23.1                              |
| المتوسط اليومي °م                 | 11.3                              | 11.9                              | 12.8                              | 14.7                              | 17.7                              | 21.3                              | 24.6                              | 25.2                              | 23.2                              | 19.4                              | 15.2                              | 12.1                              | 17.5                              |
| متوسط درجة الحرارة الصغرى °م      | 5.9                               | 6.4                               | 7.0                               | 9.0                               | 12.0                              | 15.6                              | 18.5                              | 19.1                              | 17.1                              | 13.7                              | 9.6                               | 7.0                               | 11.7                              |
| الهطول مم                         | 80.0                              | 81.8                              | 73.4                              | 61.1                              | 39.9                              | 16.7                              | 4.6                               | 7.4                               | 34.2                              | 76.0                              | 96.4                              | 115.2                             | 686.7                             |
| متوسط الرطوبة النسبية (%)         | 80                                | 84                                | 76                                | 67                                | 60                                | 63                                | 63                                | 65                                | 64                                | 65                                | 66                                | 74                                | 69                                |
| ساعات سطوع الشمس الشهرية          | 5.4                               | 5.6                               | 6.8                               | 7.8                               | 9.7                               | 11.3                              | 11.1                              | 10.0                              | 9.1                               | 8.1                               | 6.8                               | 5.4                               | 97.1                              |
| المصدر: الأرصاد الجوية الجزائرية  |                                   |                                   |                                   |                                   |                                   |                                   |                                   |                                   |                                   |                                   |                                   |                                   |                                   |

### الخريطة المناخية السنوية

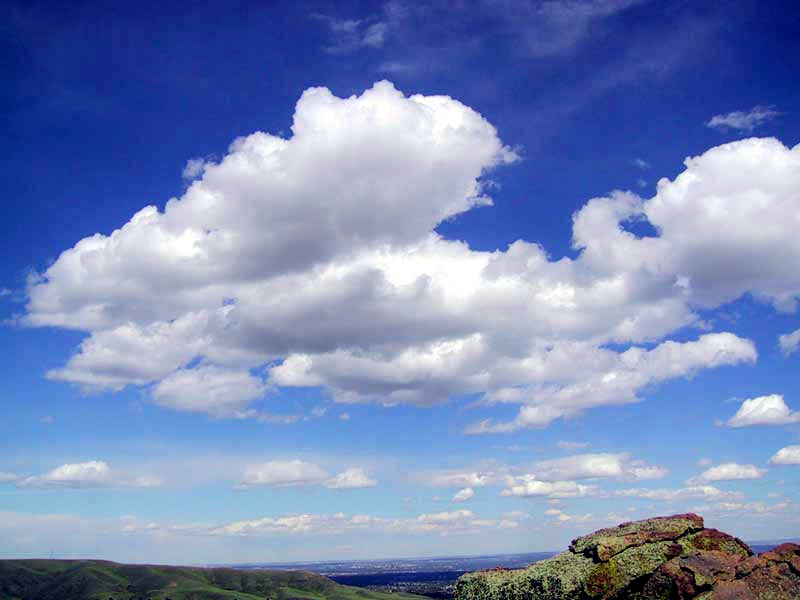
مناخ الجزائر

| مخطط المناخ لـ"جبل بوزريعة"           | مخطط المناخ لـ"جبل بوزريعة" | مخطط المناخ لـ"جبل بوزريعة" | مخطط المناخ لـ"جبل بوزريعة" | مخطط المناخ لـ"جبل بوزريعة" | مخطط المناخ لـ"جبل بوزريعة" | مخطط المناخ لـ"جبل بوزريعة" | مخطط المناخ لـ"جبل بوزريعة" | مخطط المناخ لـ"جبل بوزريعة" | مخطط المناخ لـ"جبل بوزريعة" | مخطط المناخ لـ"جبل بوزريعة" | مخطط المناخ لـ"جبل بوزريعة" |
| ------------------------------------- | --------------------------- | --------------------------- | --------------------------- | --------------------------- | --------------------------- | --------------------------- | --------------------------- | --------------------------- | --------------------------- | --------------------------- | --------------------------- |
| 01                                    | 02                          | 03                          | 04                          | 05                          | 06                          | 07                          | 08                          | 09                          | 10                          | 11                          | 12                          |
| 80 17 6                               | 82 17 6                     | 73 19 7                     | 61 20 9                     | 40 24 12                    | 17 27 16                    | 4.6 31 19                   | 7.4 31 19                   | 34 29 17                    | 76 25 14                    | 96 21 10                    | 115 17 7                    |
| متوسط درجة-الحرارة °س مجاميع الهطل مم |                             |                             |                             |                             |                             |                             |                             |                             |                             |                             |                             |
| بالوحدات الإنكليزية                   |                             |                             |                             |                             |                             |                             |                             |                             |                             |                             |                             |
| 01                                    | 02                          | 03                          | 04                          | 05                          | 06                          | 07                          | 08                          | 09                          | 10                          | 11                          | 12                          |
| 3.1 62 43                             | 3.2 63 44                   | 2.9 65 45                   | 2.4 69 48                   | 1.6 74 54                   | 0.7 81 60                   | 0.2 87 65                   | 0.3 88 66                   | 1.3 85 63                   | 3 77 57                     | 3.8 69 49                   | 4.5 63 45                   |
| متوسط درجة-الحرارة °ف مجاميع الهطول ″ |                             |                             |                             |                             |                             |                             |                             |                             |                             |                             |                             |

| 01                                    | 02        | 03        | 04        | 05        | 06        | 07        | 08        | 09        | 10      | 11        | 12        |
| 3.1 62 43                             | 3.2 63 44 | 2.9 65 45 | 2.4 69 48 | 1.6 74 54 | 0.7 81 60 | 0.2 87 65 | 0.3 88 66 | 1.3 85 63 | 3 77 57 | 3.8 69 49 | 4.5 63 45 |
| متوسط درجة-الحرارة °ف مجاميع الهطول ″ |           |           |           |           |           |           |           |           |         |           |           |

## الوديان
تنبع في «جبل بوزريعة» وتسري حوله العديد من الوديان منها:
- وادي سيدي مجبر
- وادي بني مسوس

## البحيرات
- بحيرة دالي إبراهيم

## وسائل النقل

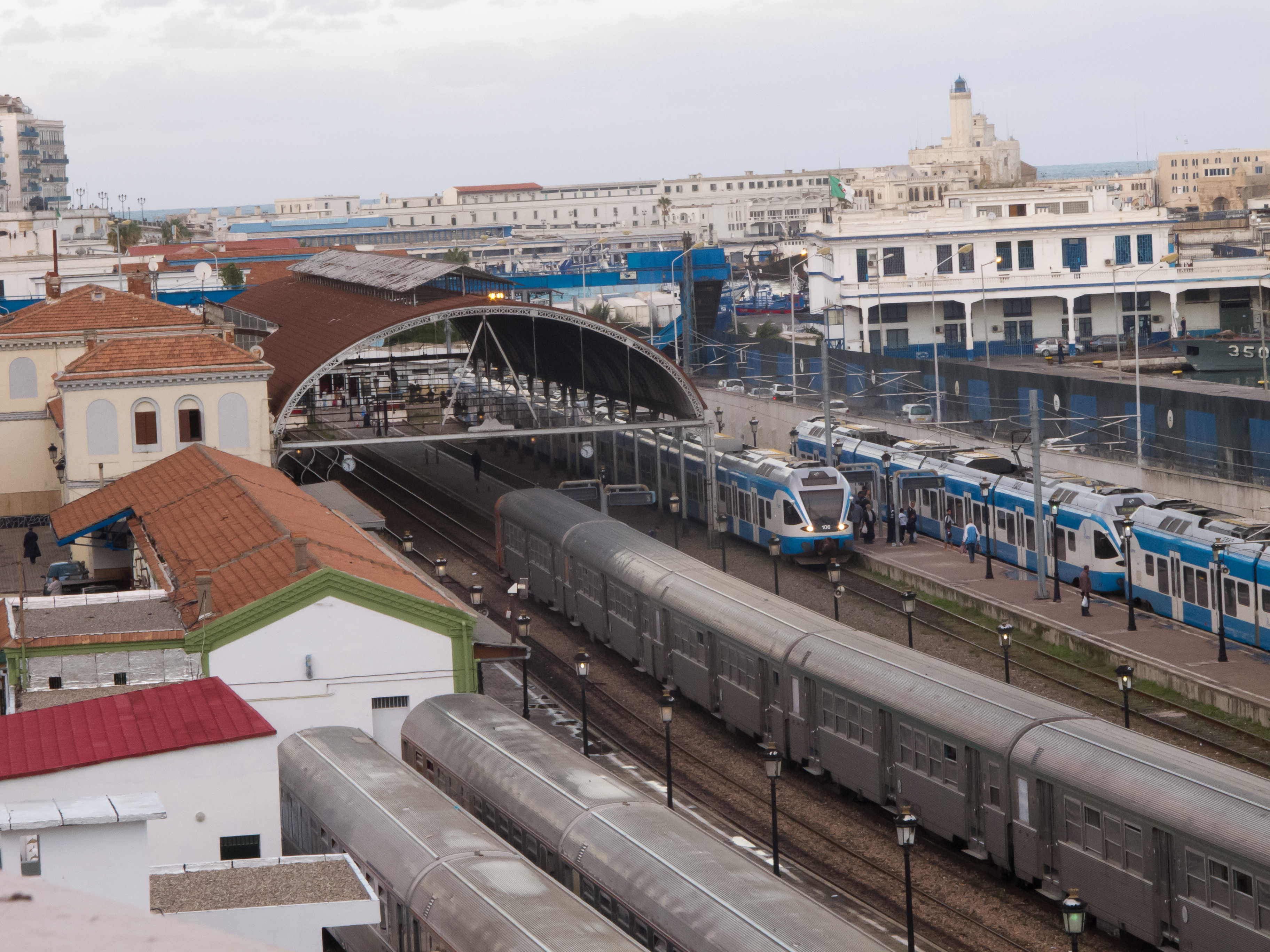
محطة قطار القصبة

يمكن الوصول إلى جبل بوزريعة عن طريق وسائل نقل منها:
- تيليفيريك بوزريعة.
- محطة قطار القصبة.
- محطة قطار عين البنيان.

## التنوع البيئي

### الأشجار
تحيط أنواع عديدة من الأشجار بجبل بوزريعة ضمن أحراج غابة بوزريعة وغابة باينام والغابات المجاورة لها.

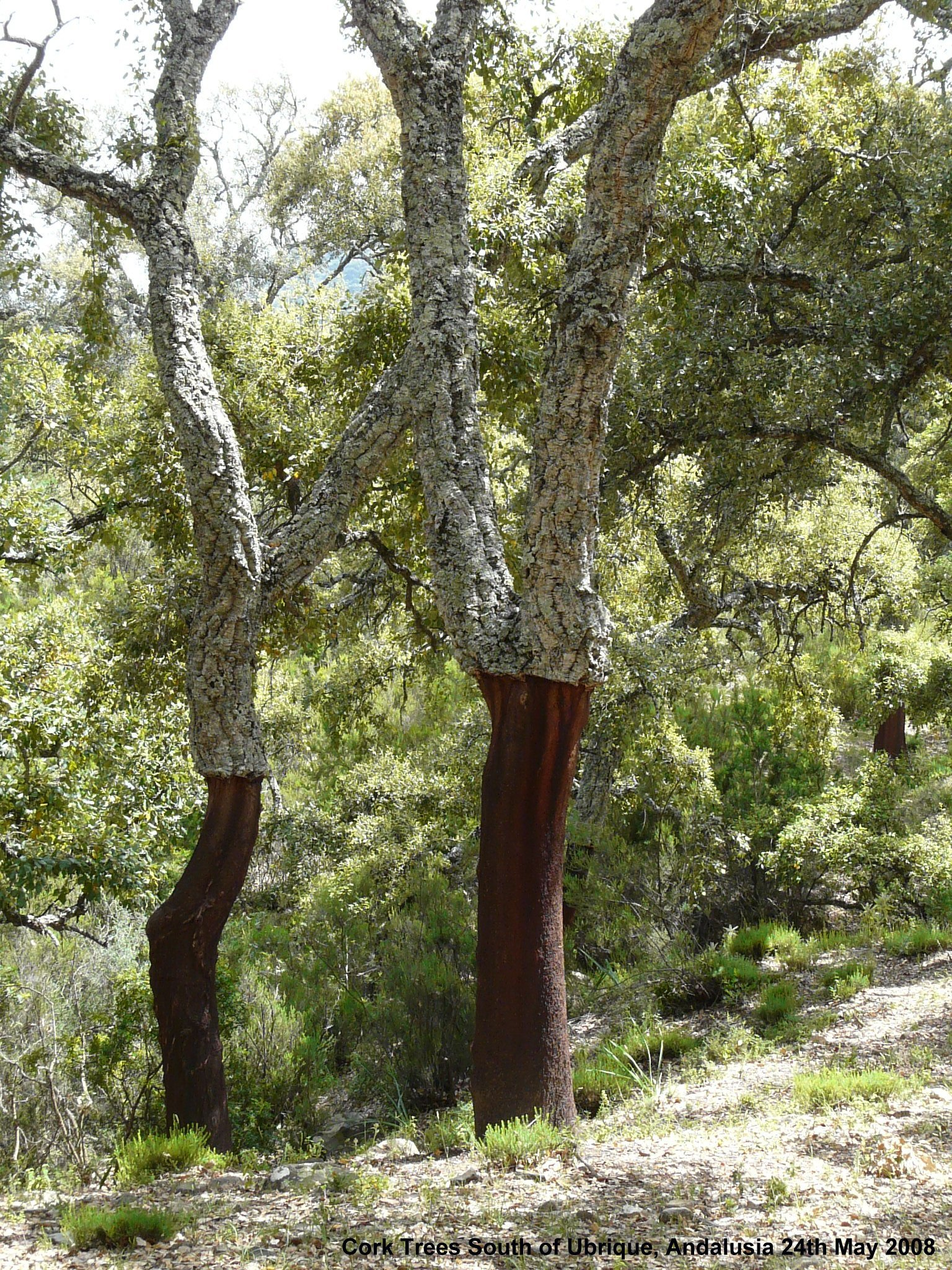
بلوط الفلين
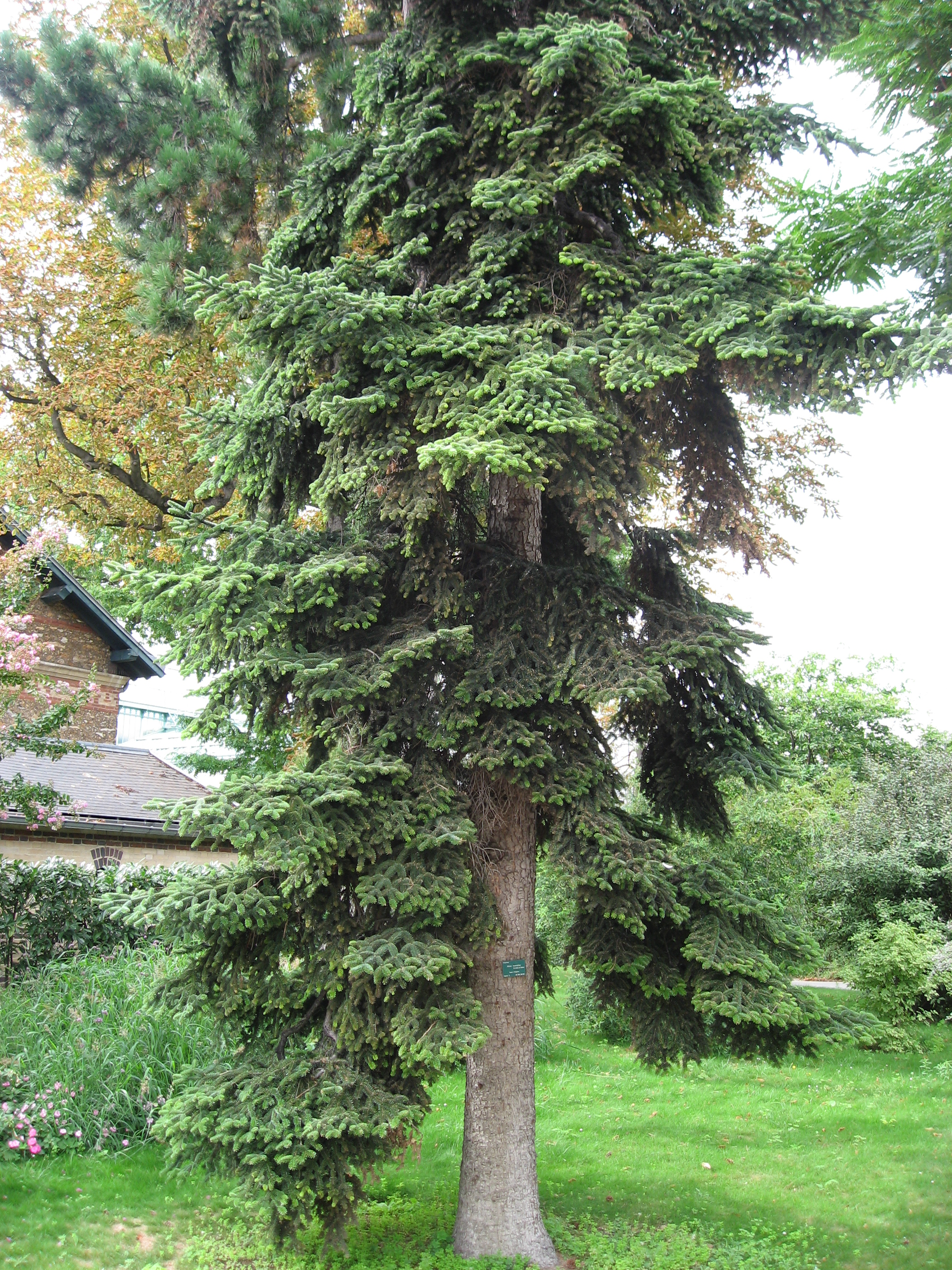
شوح نوميدي
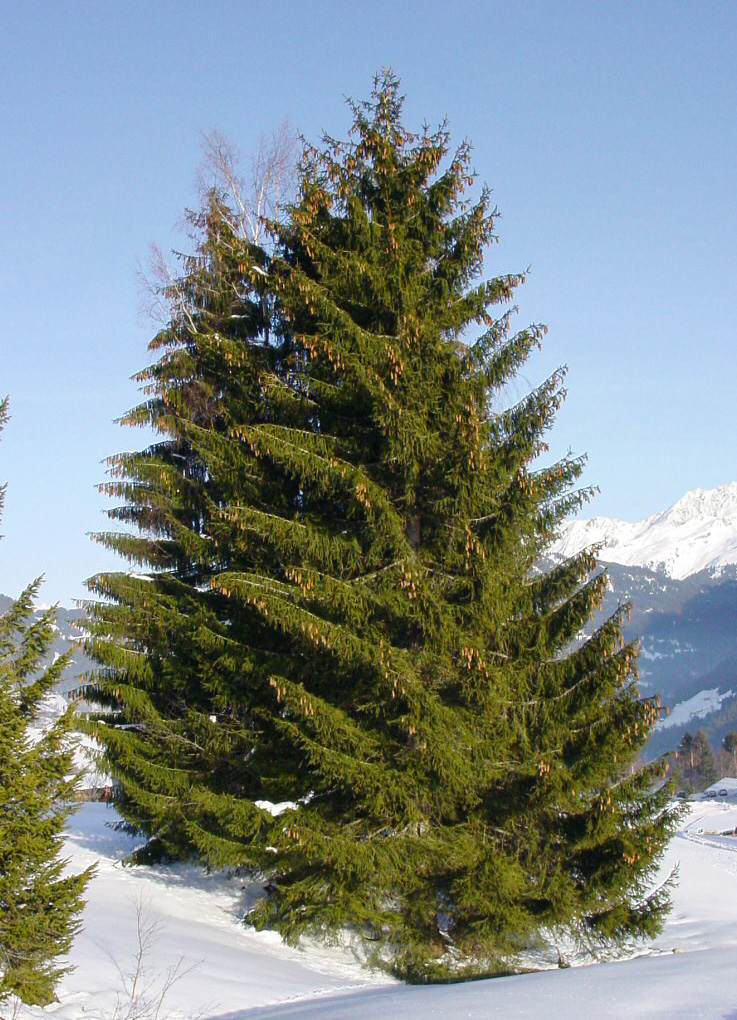
التنوب النوميدي
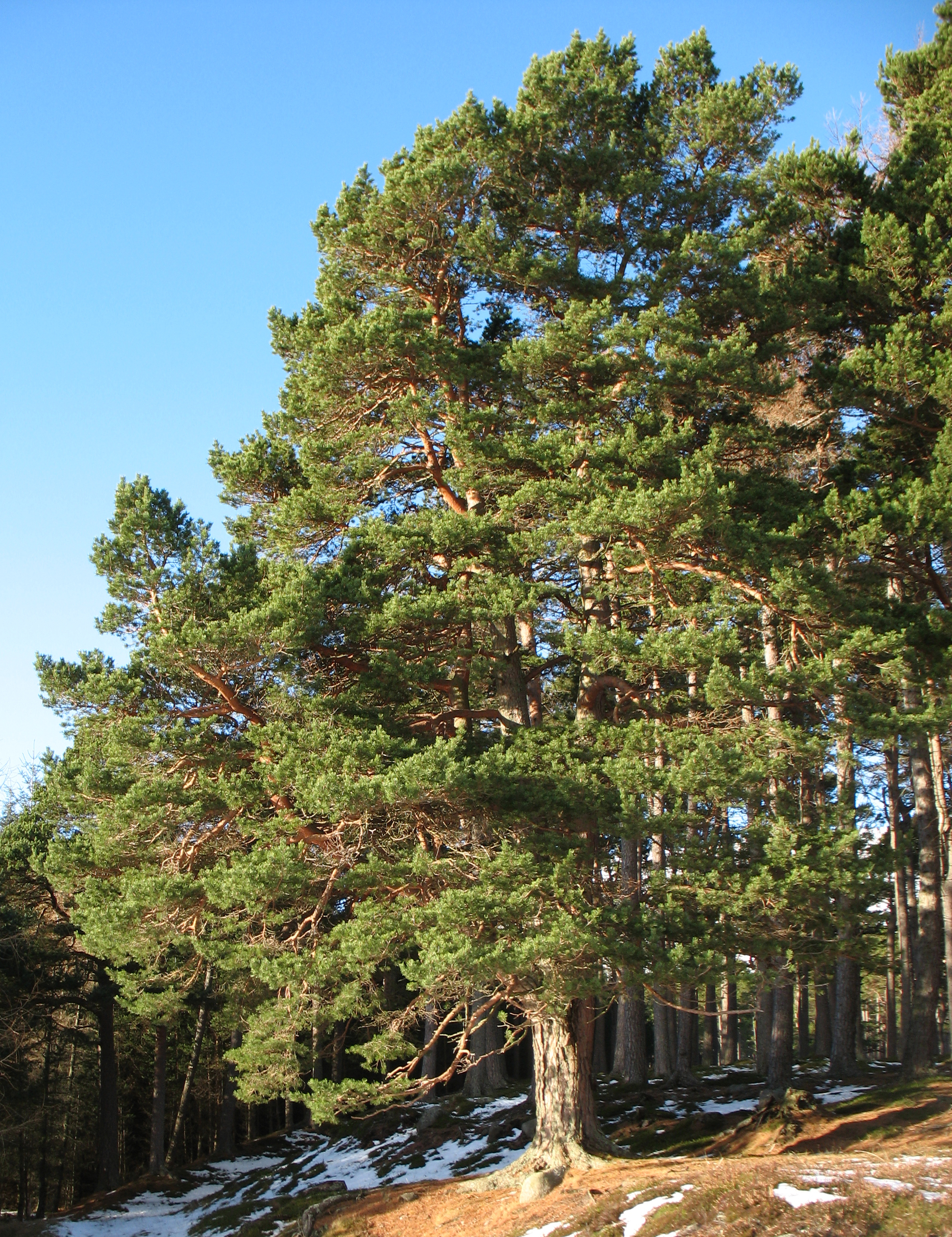
صنوبر بري
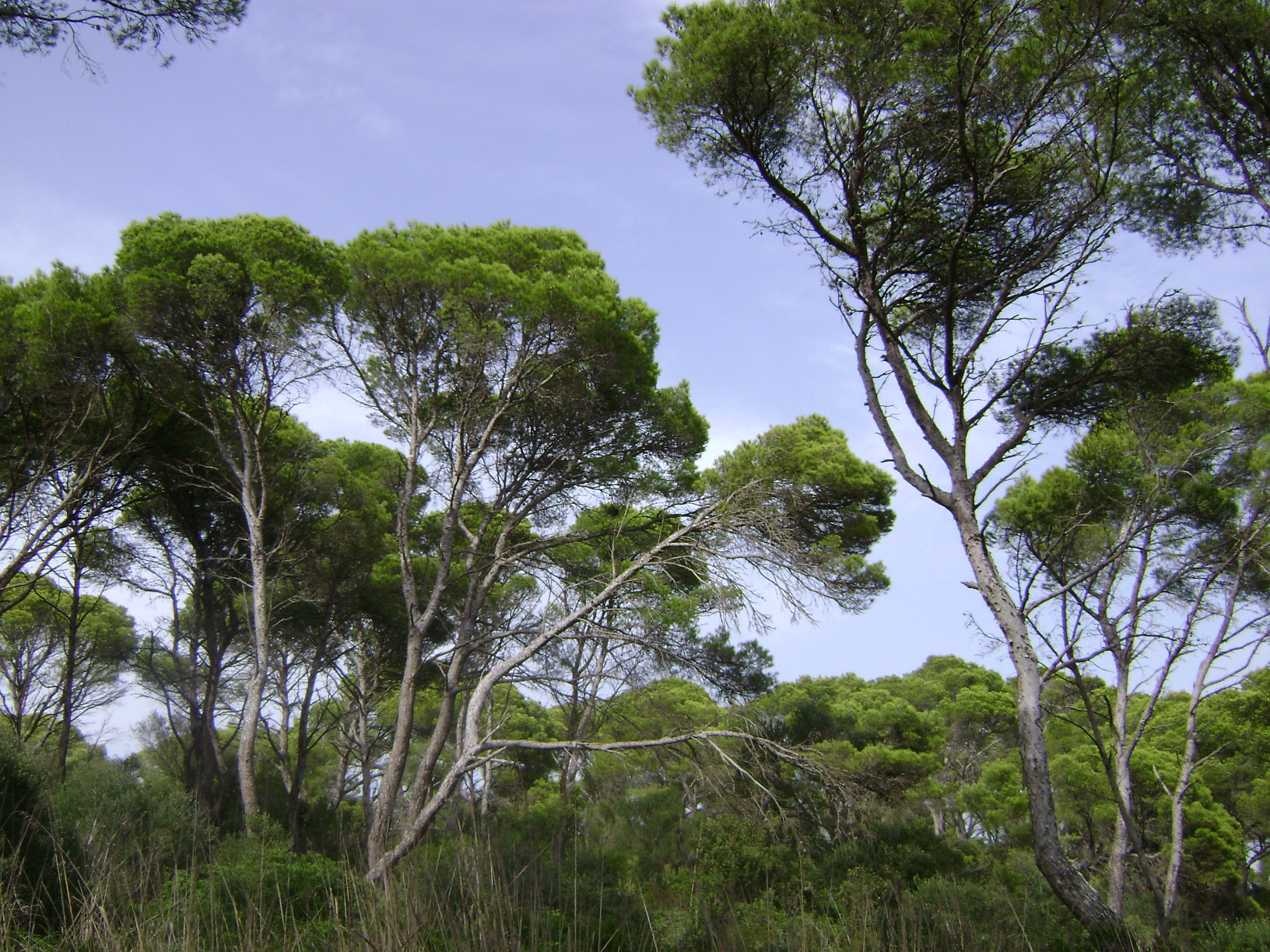
صنوبر حلبي
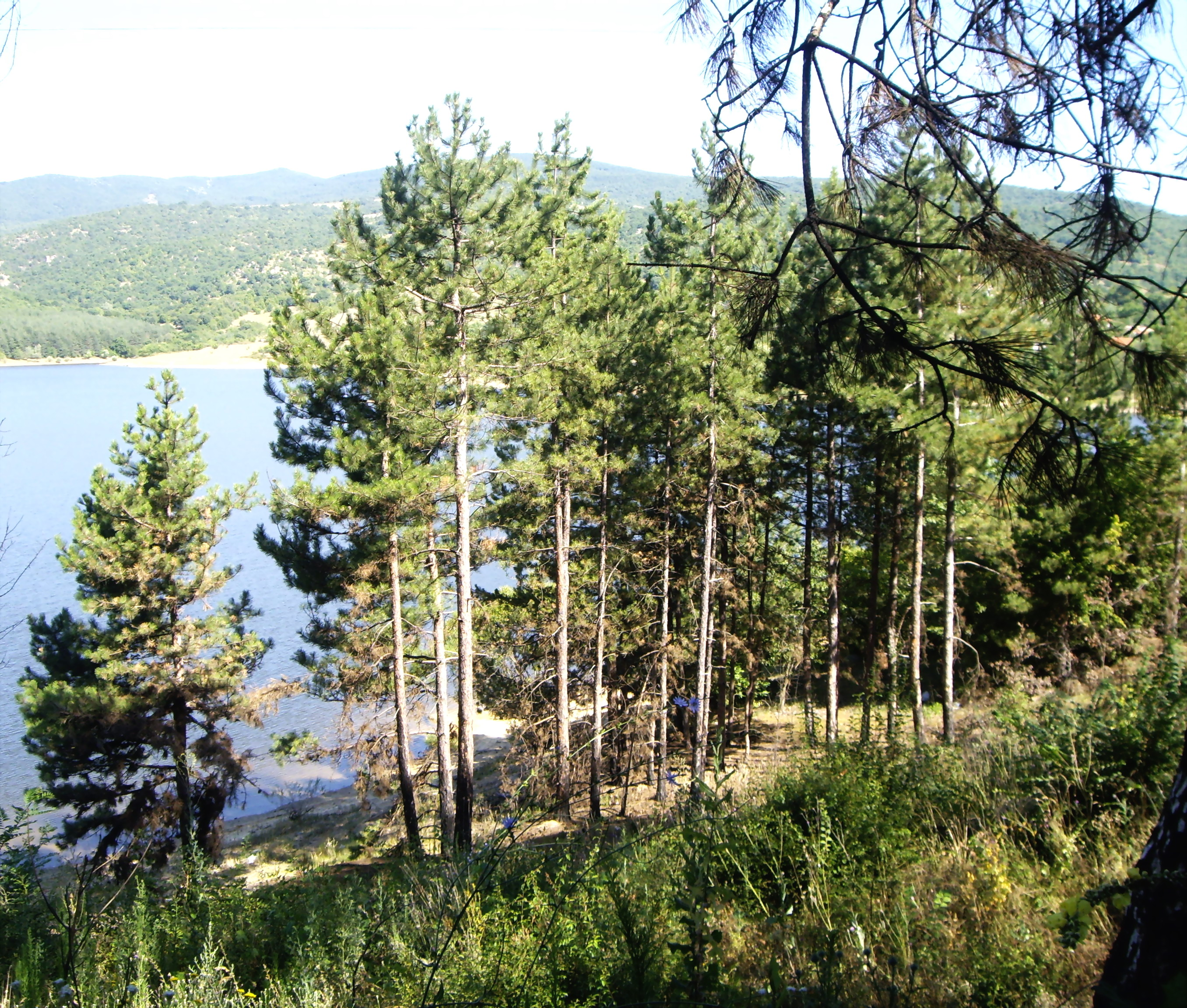
صنوبر أسود
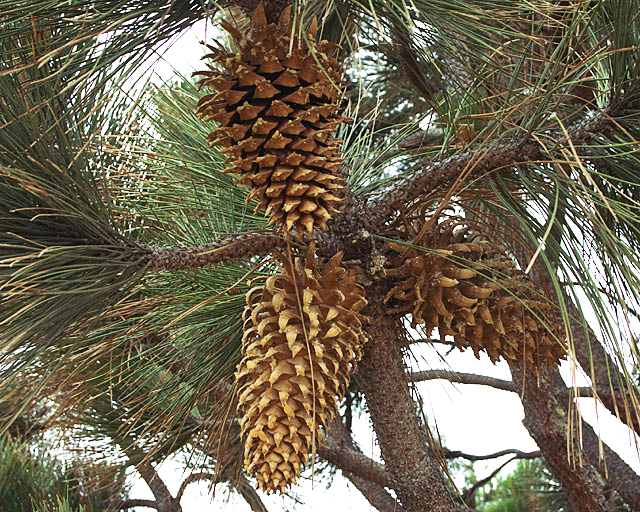
صنوبر كولتري
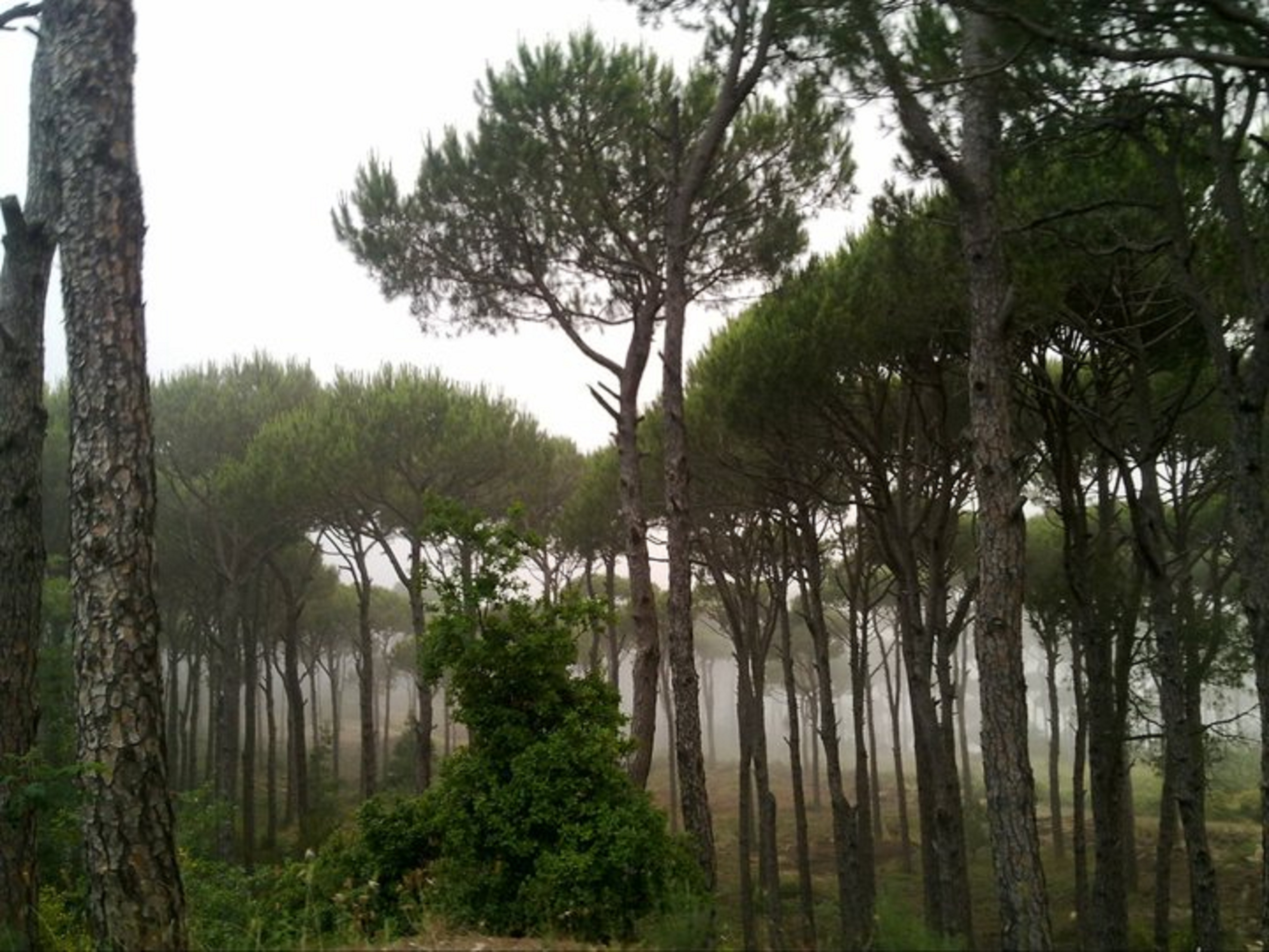
صنوبر ثمري
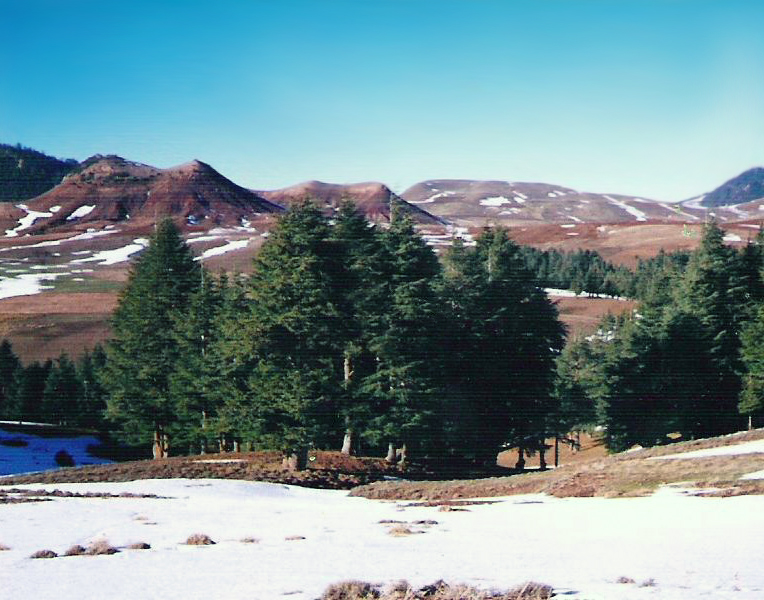
أرز أطلسي
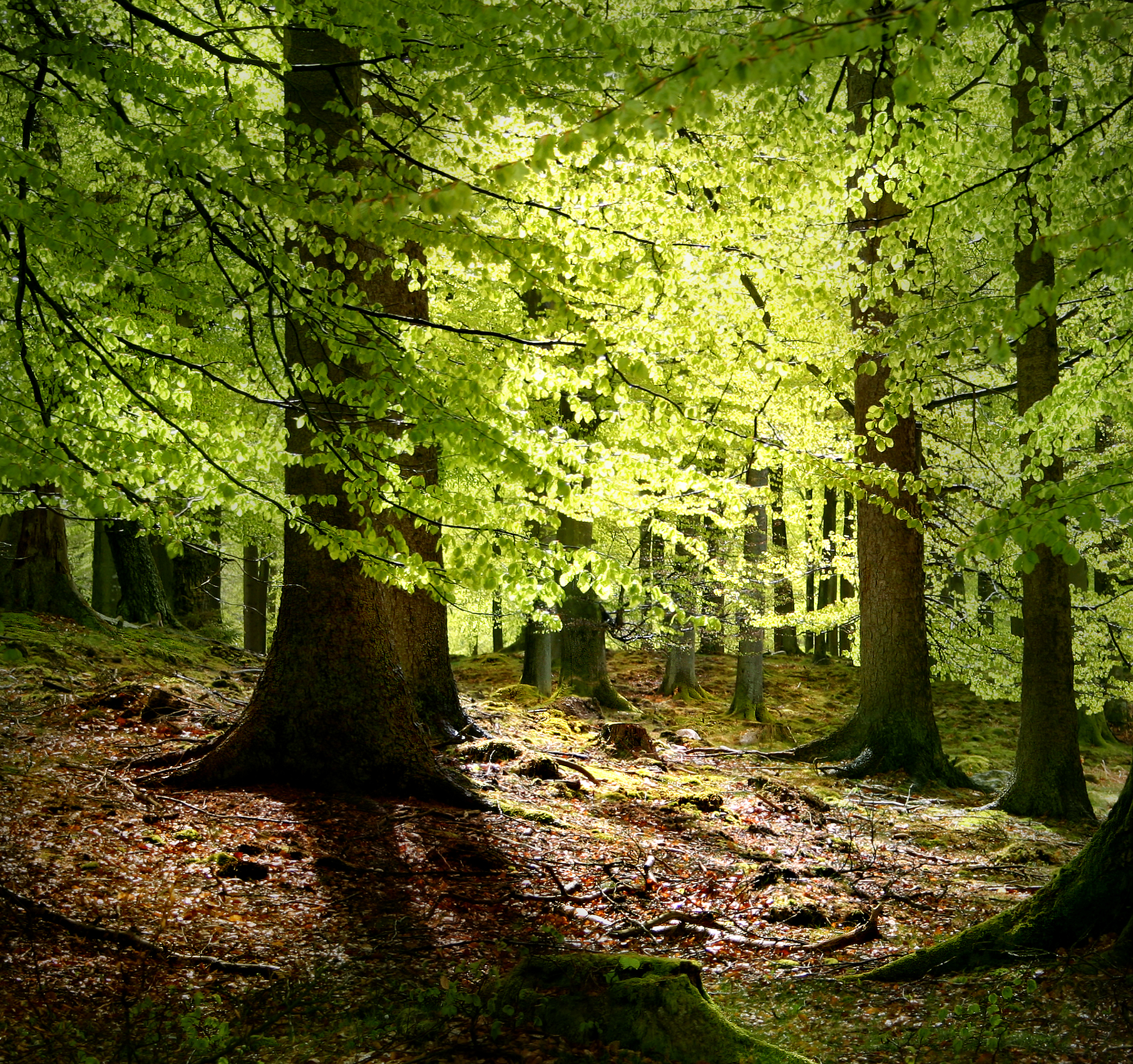
زان أوروبي

### الحيوانات
تعيش العديد من أنواع الثدييات في «جبال ساحل الجزائر» ضمن أحراج غابة بوزريعة وغابة باينام والغابات الأخرى.

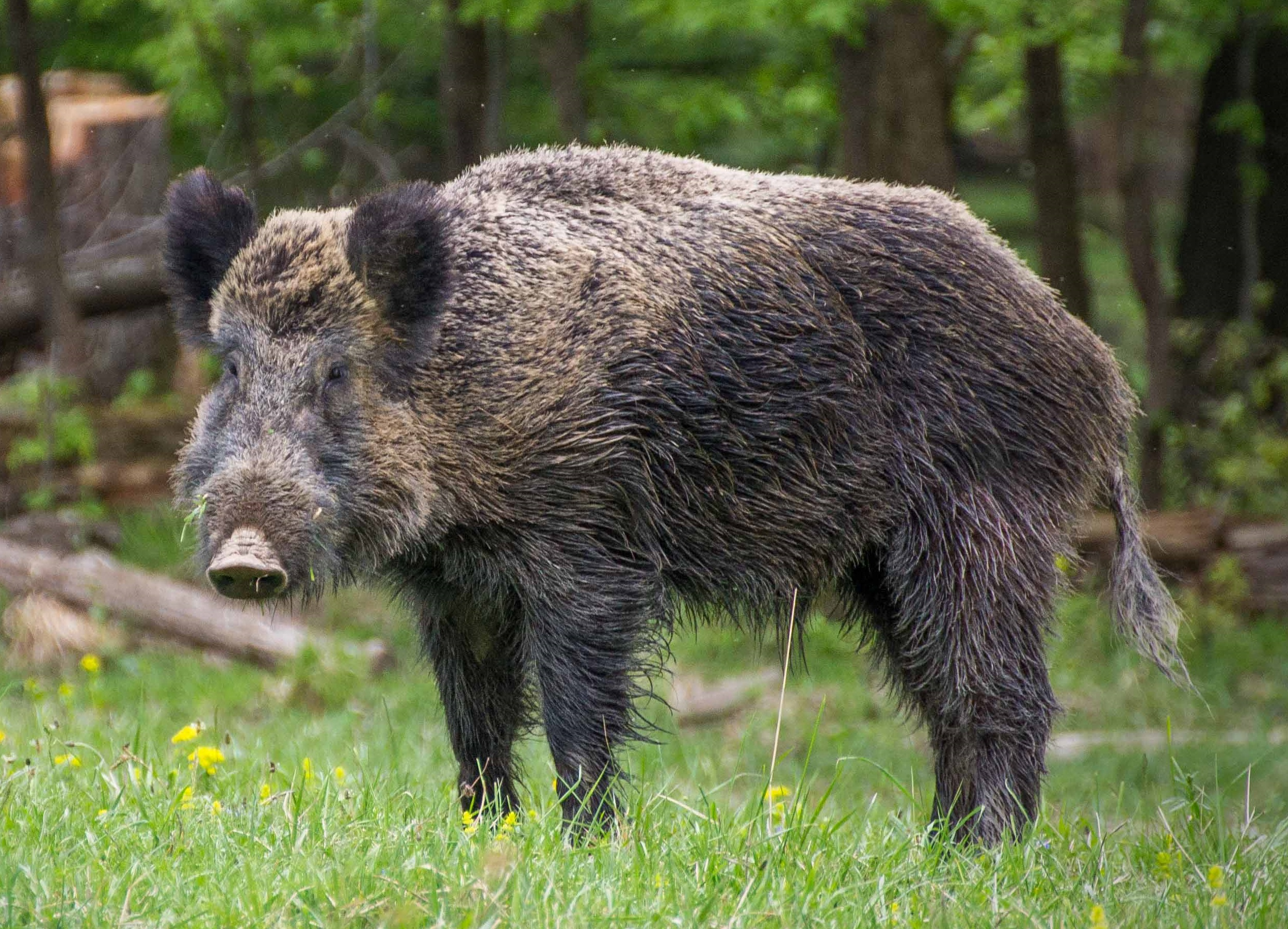
خنزير بري
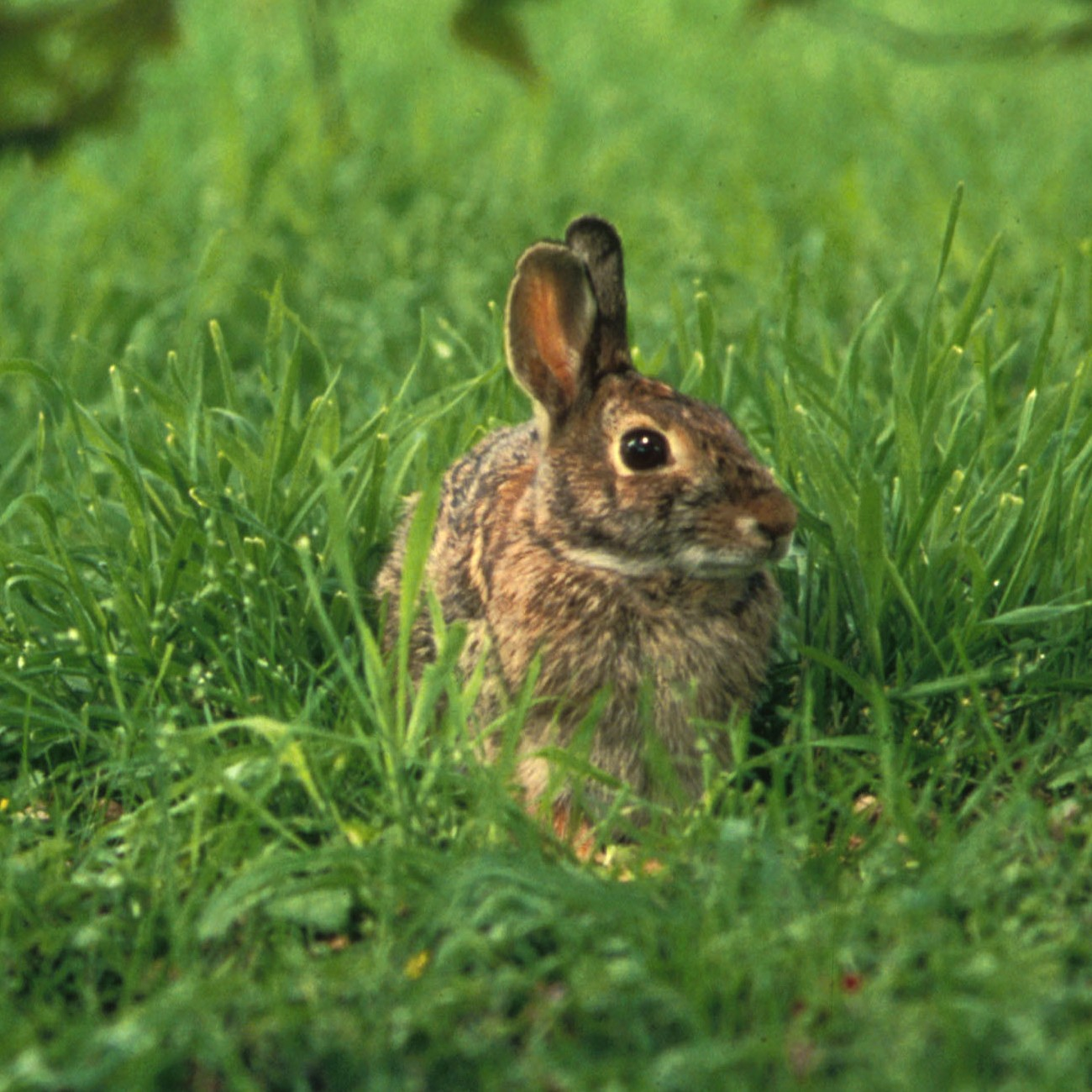
أرنب
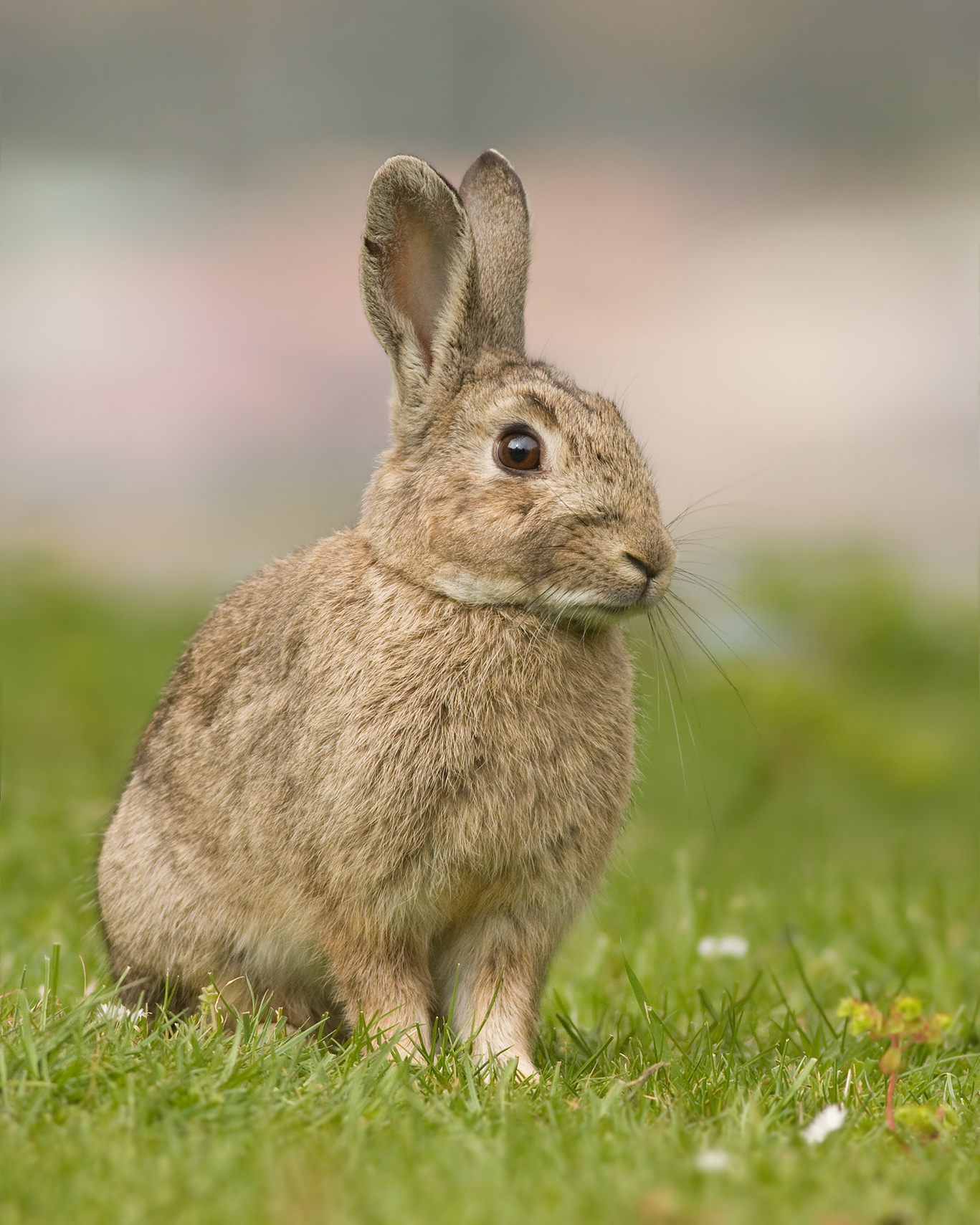
أرنب أوروبي
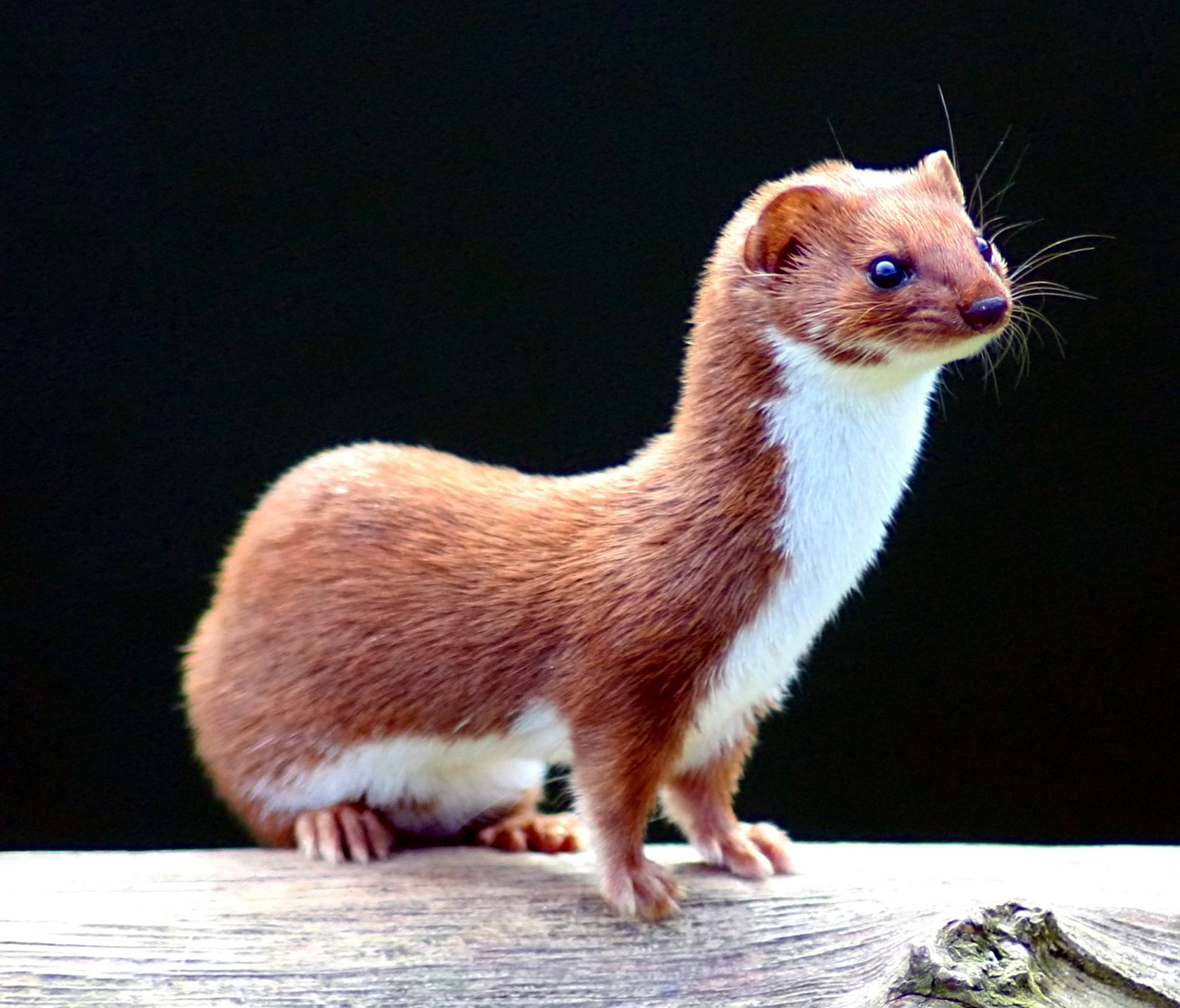
ابن عرس صغير
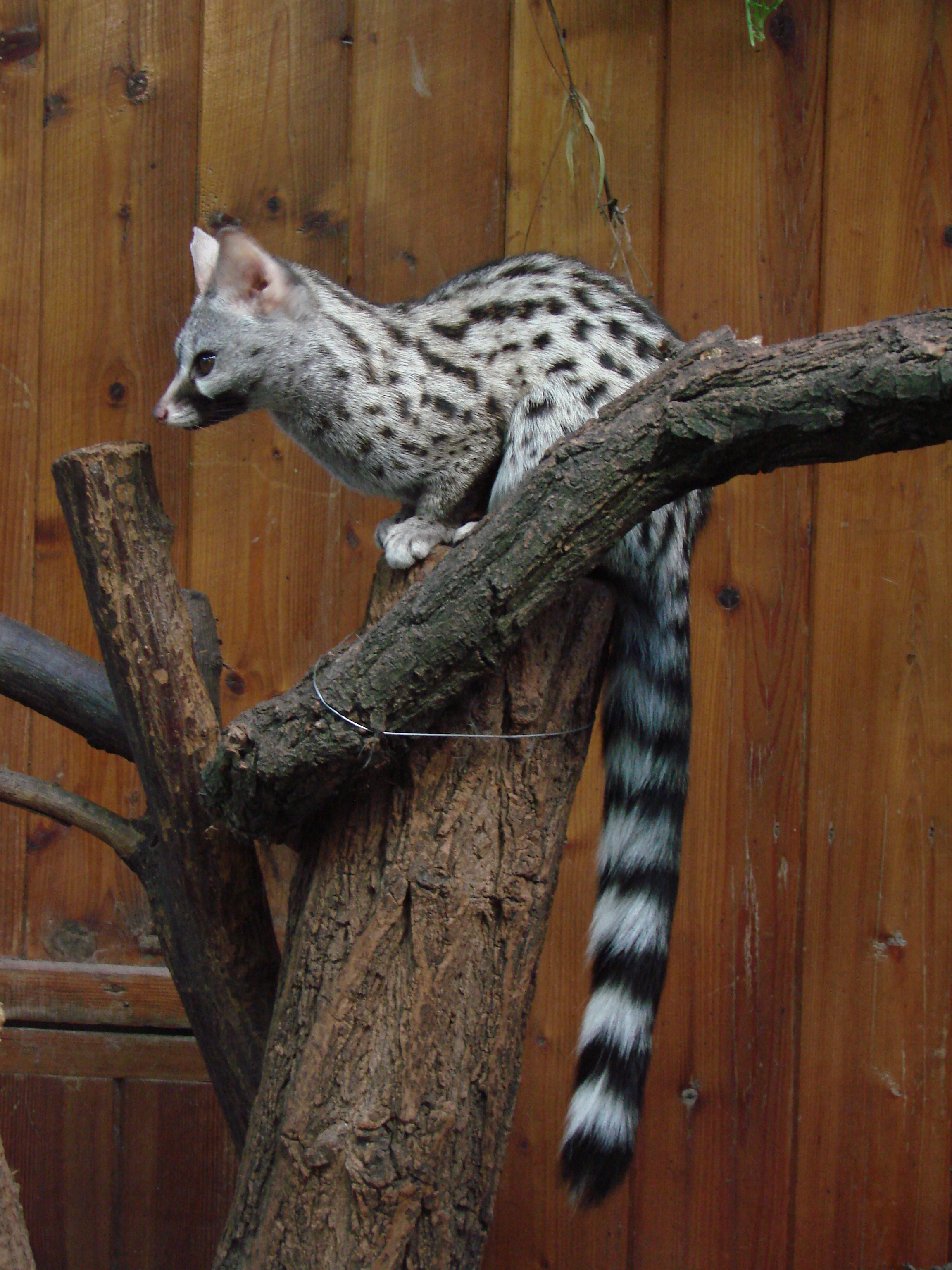
زردي
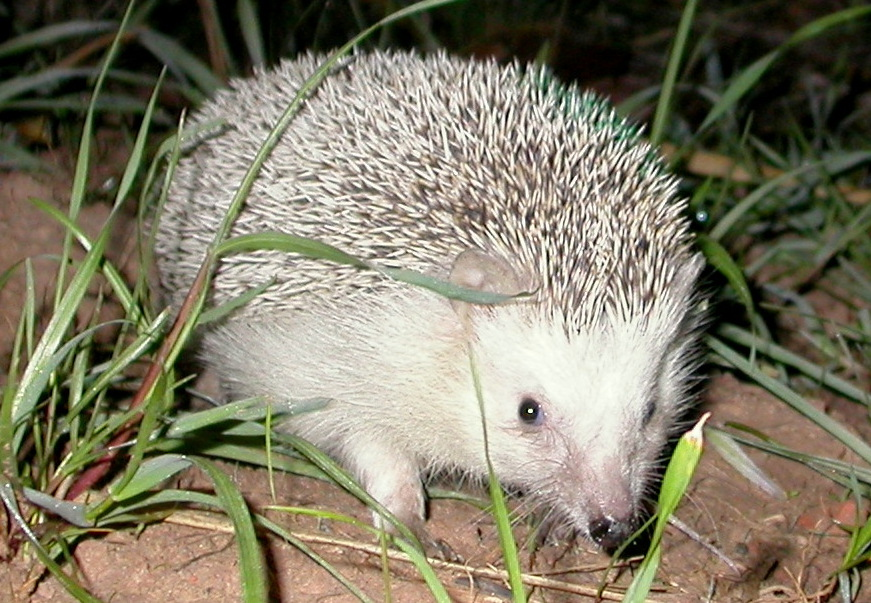
قنفذ شمال أفريقيا
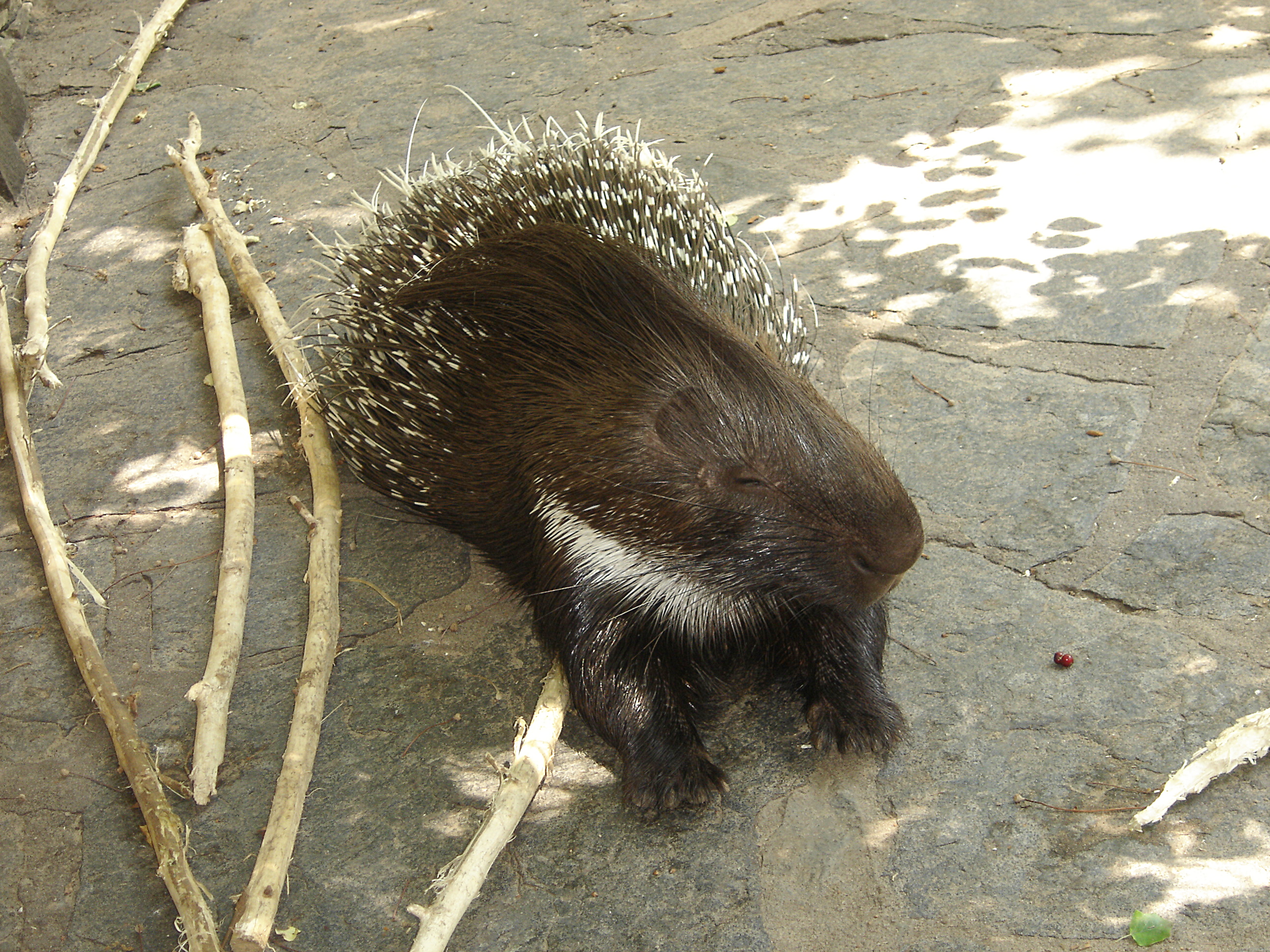
نيص
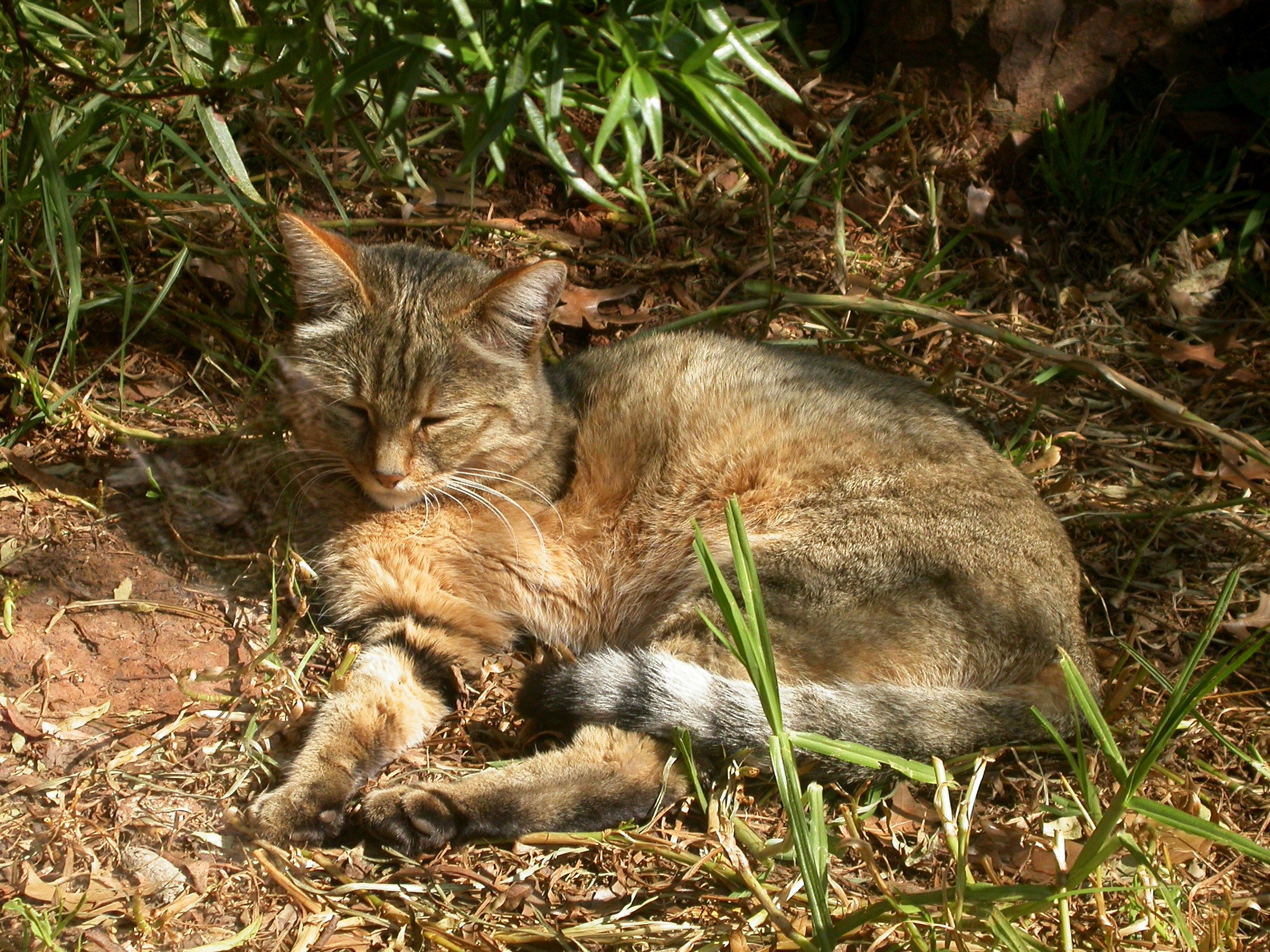
قط بري
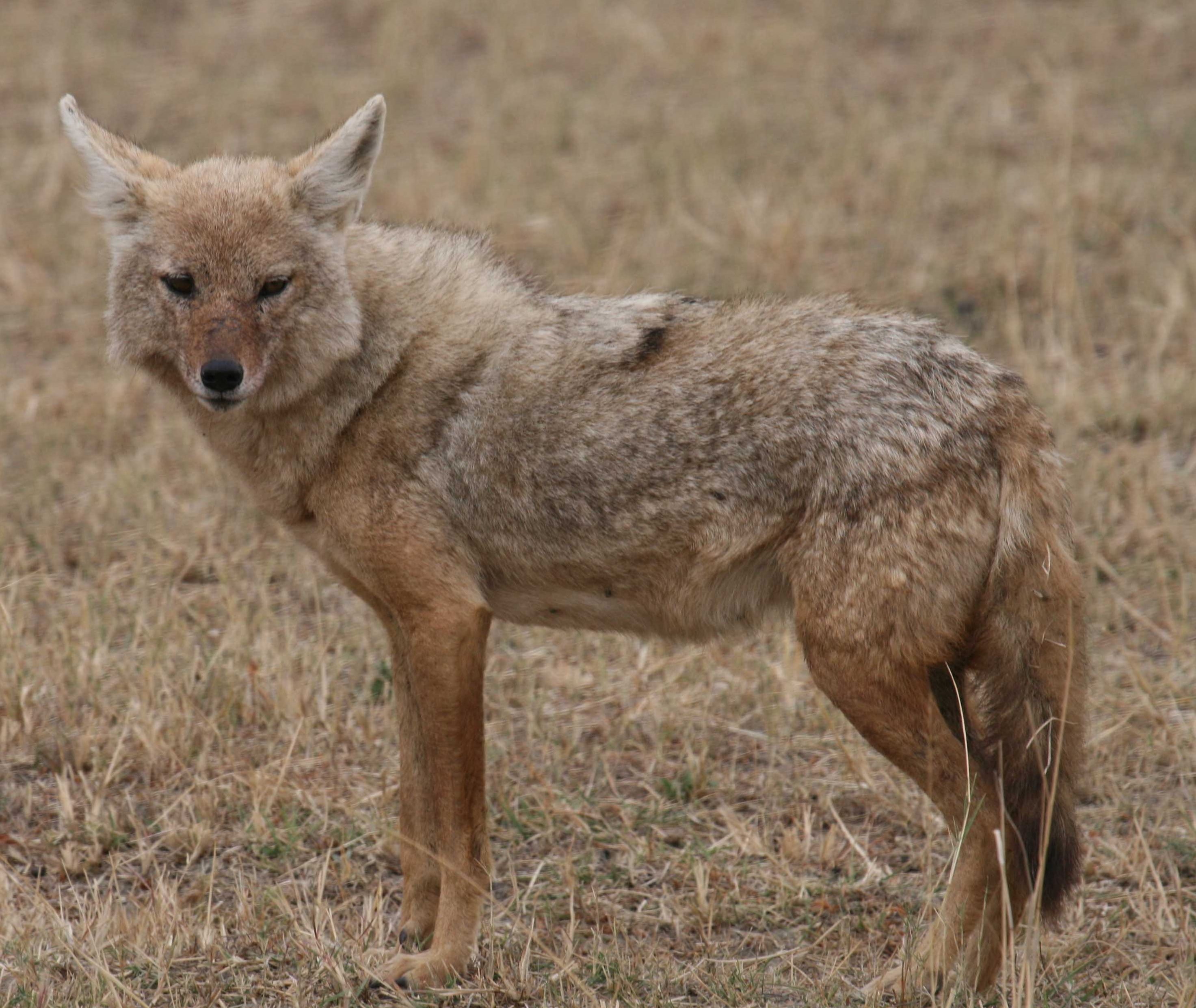
ابن آوى الذهبي
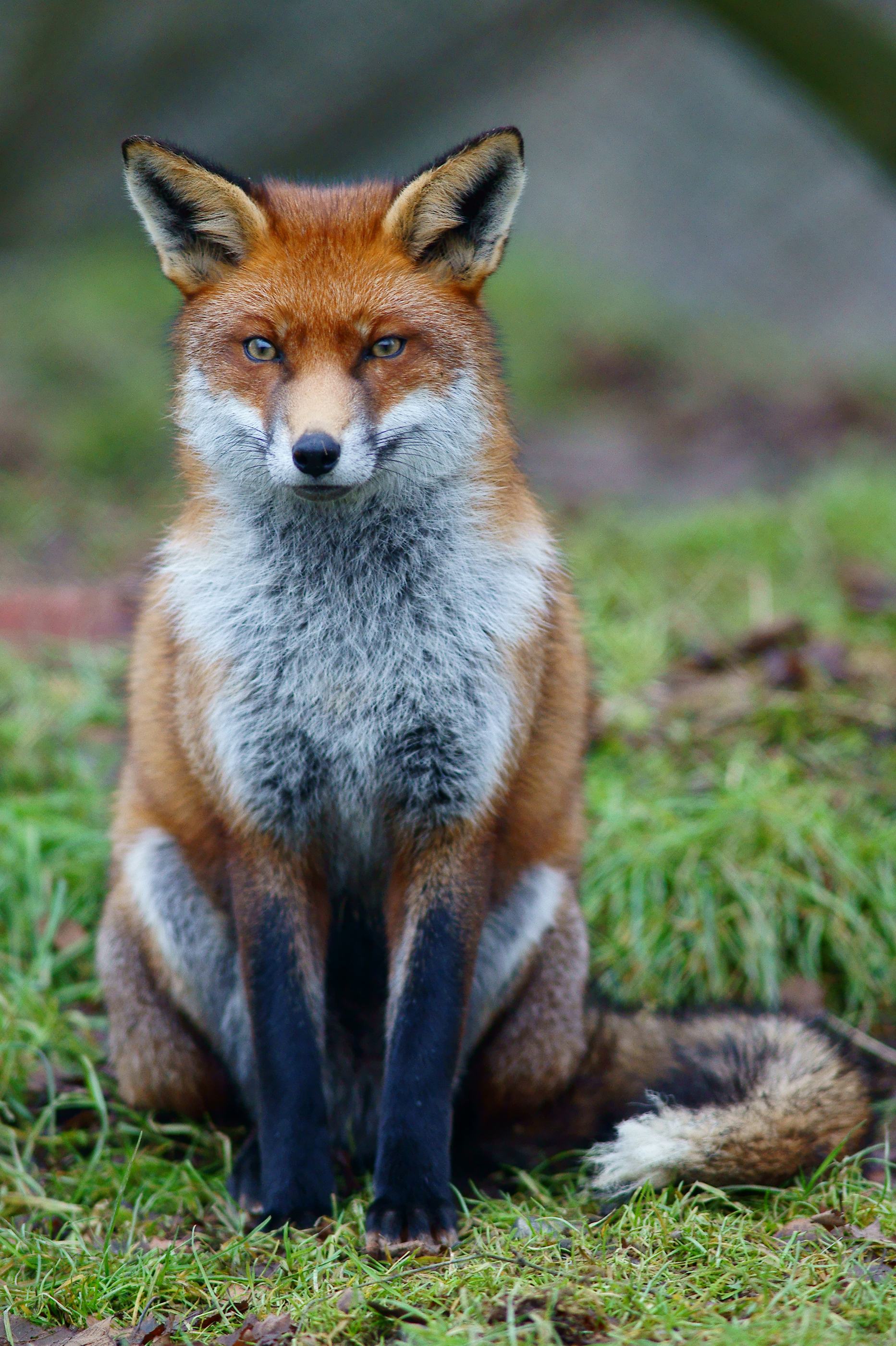
ثعلب أحمر
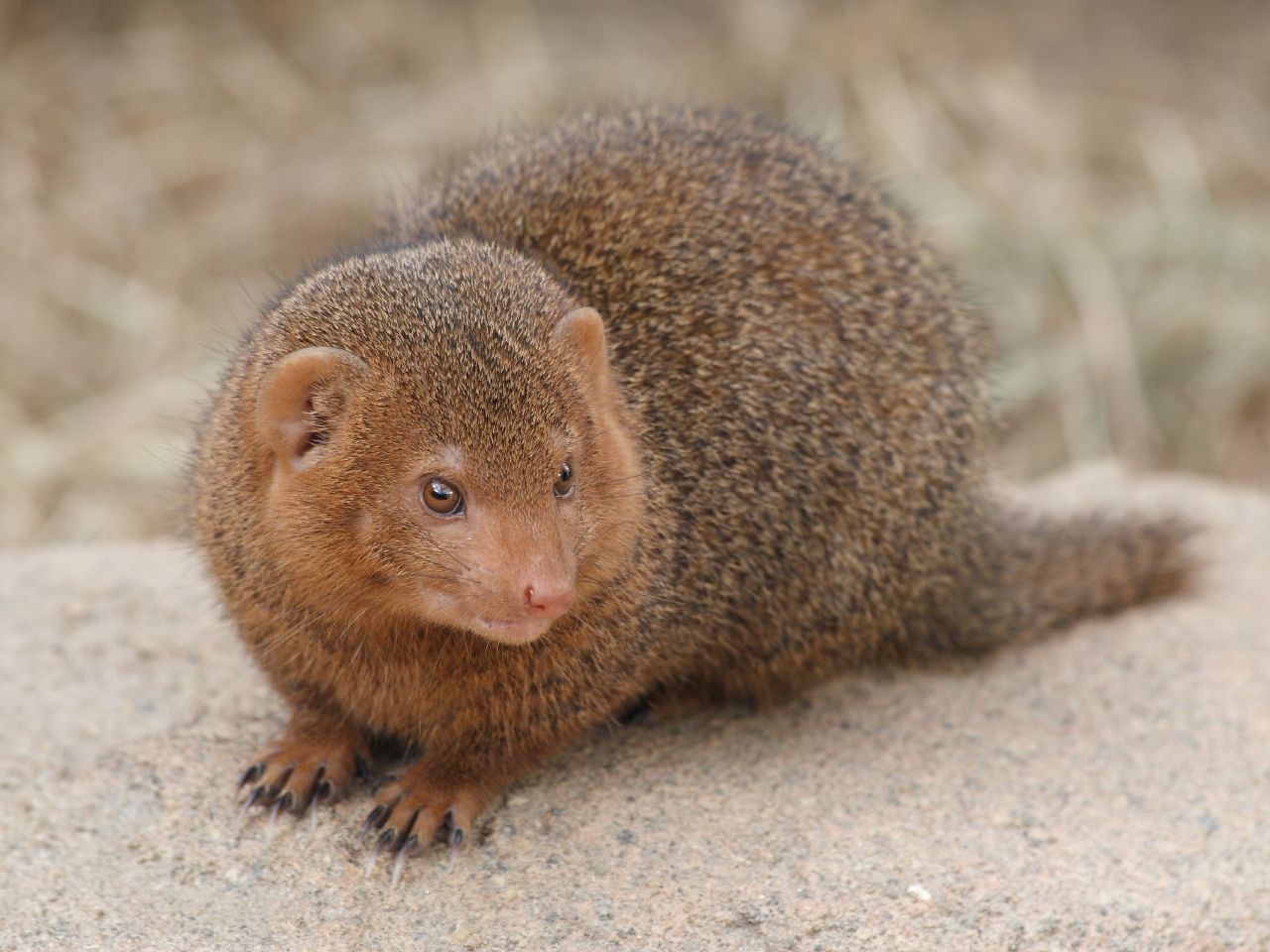
نمس
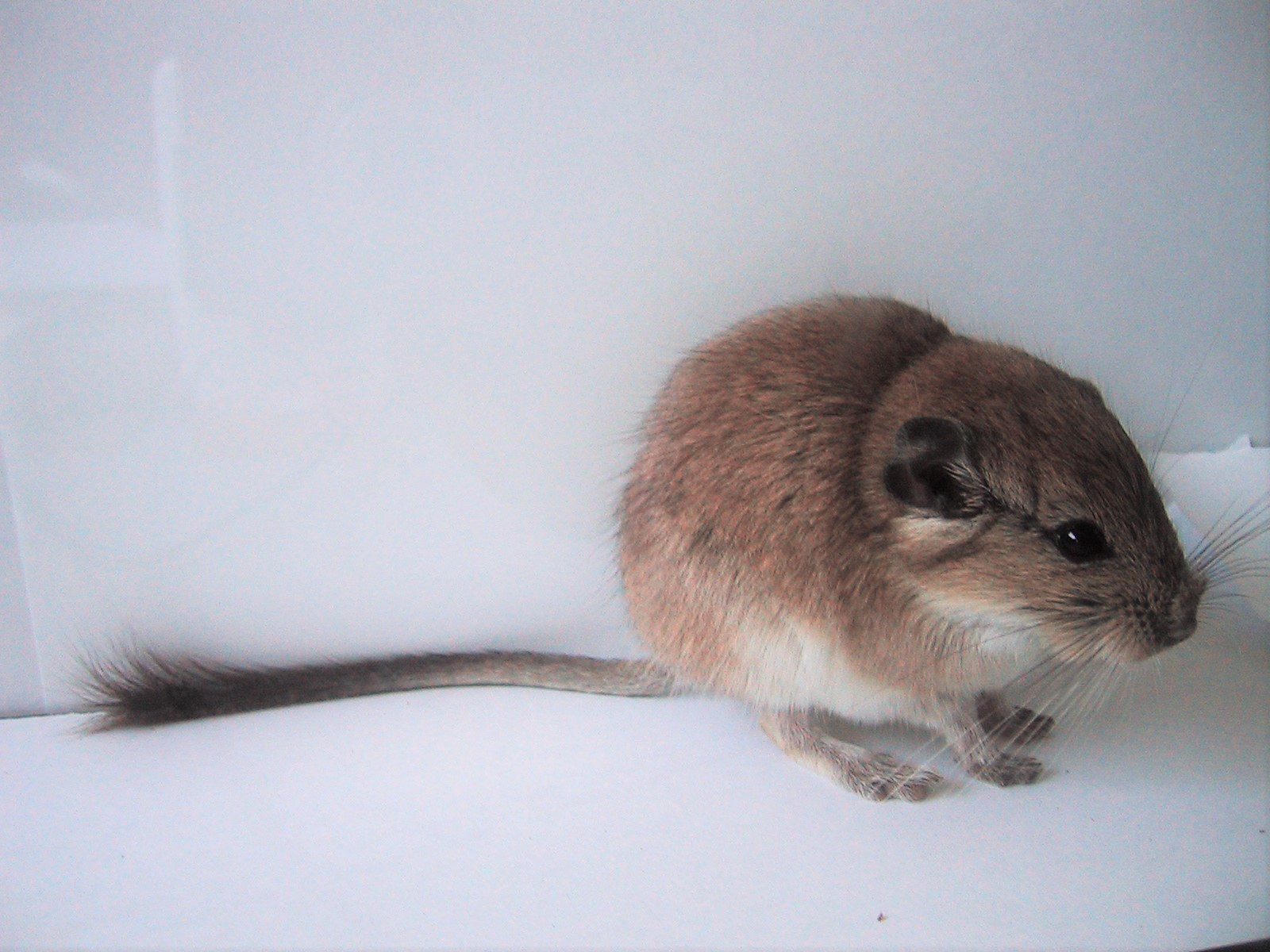
الفأر البني

### الغابات المجاورة

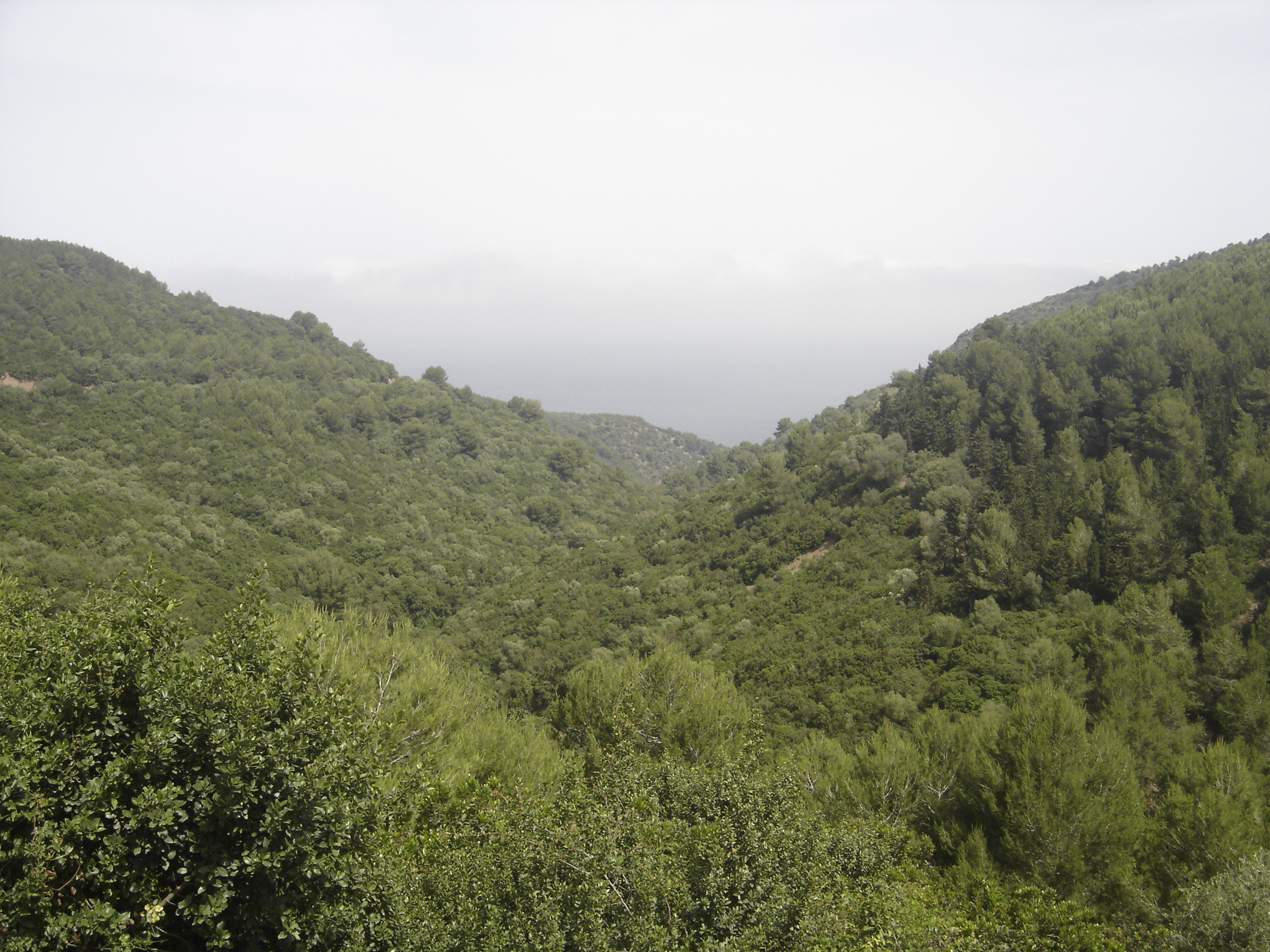
غابة باينام

- غابة بوزريعة.
- غابة سيدي فرج.
- غابة زرالدة.
- غابة باينام.
- غابة بولوغين.
- غابة المرادية.
- غابة بن عكنون.
- غابة حيدرة.
- غابة القبة.
- غابة المحالمة.
- غابة بارادو.

## المرصد الفلكي

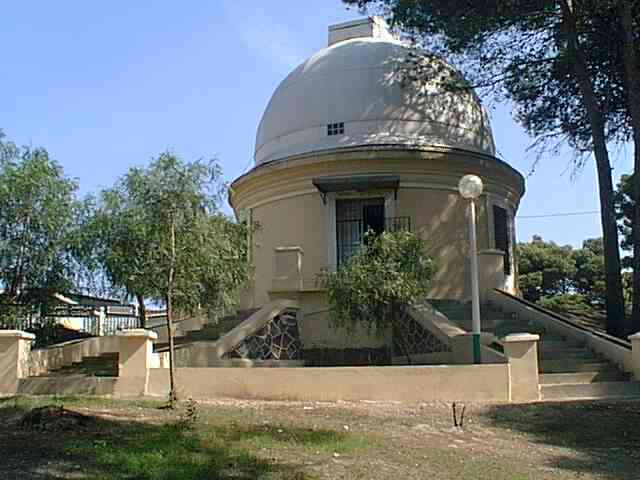
مرصد بوزريعة

تم إنشاء مرصد فلكي في قمة جبل بوزريعة خلال العام 1890م من طرف الاحتلال الفرنسي للجزائر، وتمت تسميته بـ«مرصد الجزائر».
وزوده القائمون عليه آنذاك بأستروجراف، ومنظار كوديه، ومنظار راديوي طبقي، وذلك من أجل أرصاد المناطق المختارة وخريطة السماء ضمن شبكة من المناظير المماثلة.
وما تزال أجهزة المرصد ومكانه صالحين للرصد، كما أن بالمرصد مكتبة ضخمة تضم كتباً ودوريات عديدة بين قديم وحديث.
ثم تم تحويل هذا المرصد الفلكي إلى «معهد فيزياء الأرض في الجزائر» خلال العام 1931م.
وصار بعد ذلك مقرا لمركز البحث في علم الفلك والفيزياء الفلكية والجيوفيزياء (بالفرنسية: CRAAG)‏ خلال العام 1985م.
وهو يشتغل حاليا في دراسة الزلازل وغيرها ويعتمد في دراسته على مرصاد من النوع الكبير وثلاث أقمار صناعية ضمن مشروع آلسات هي السات 1-ب والسات 2 والسات 3.
ويساهم المركز مع اللجنة الوطنية لمراقبة الأهلة ووزارة الشؤون الدينية والأوقاف في رصد الأهلة القمرية.

## مكتبة الصور

موقع جبل بوزريعة
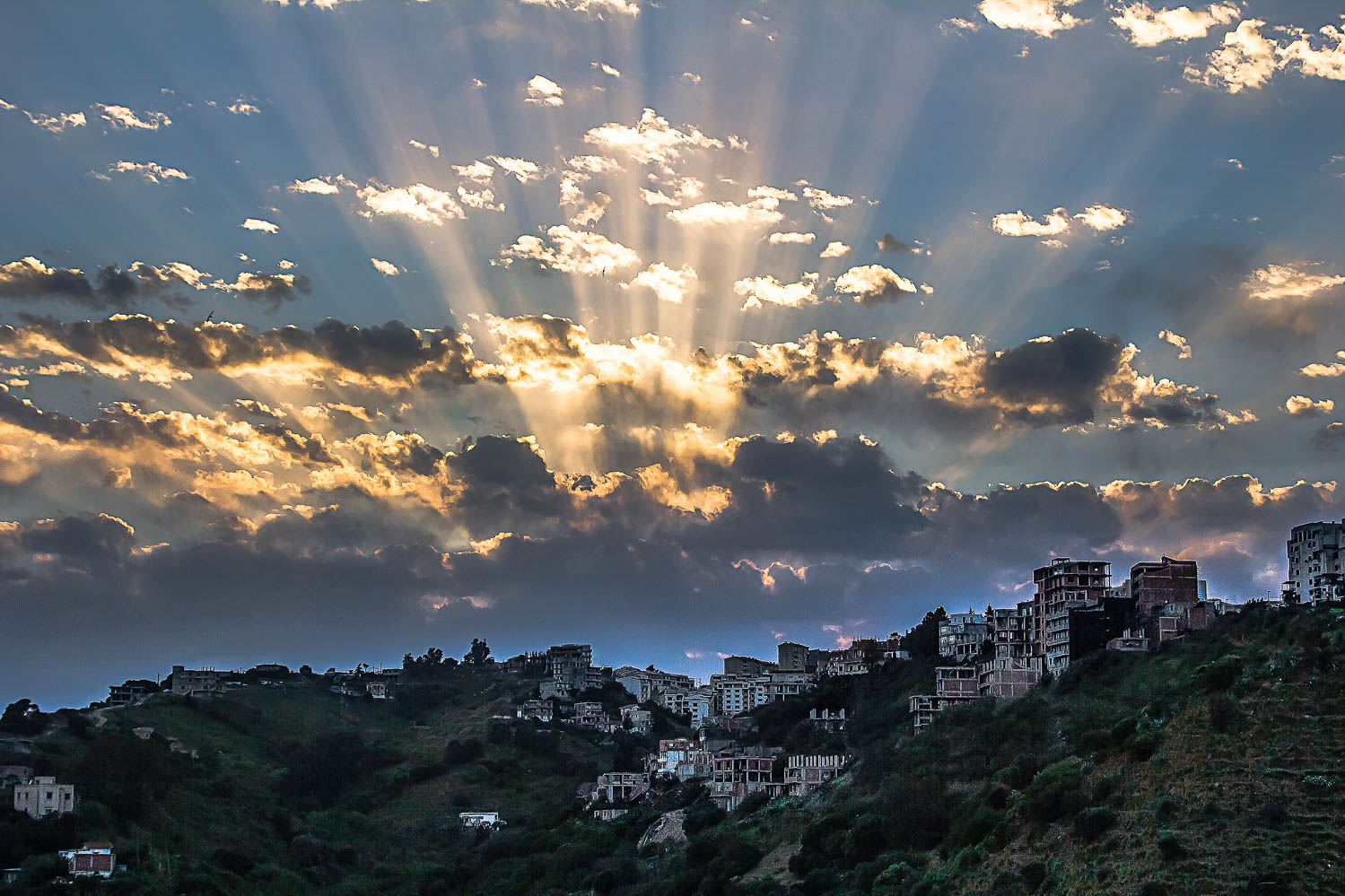
جبل بوزريعة
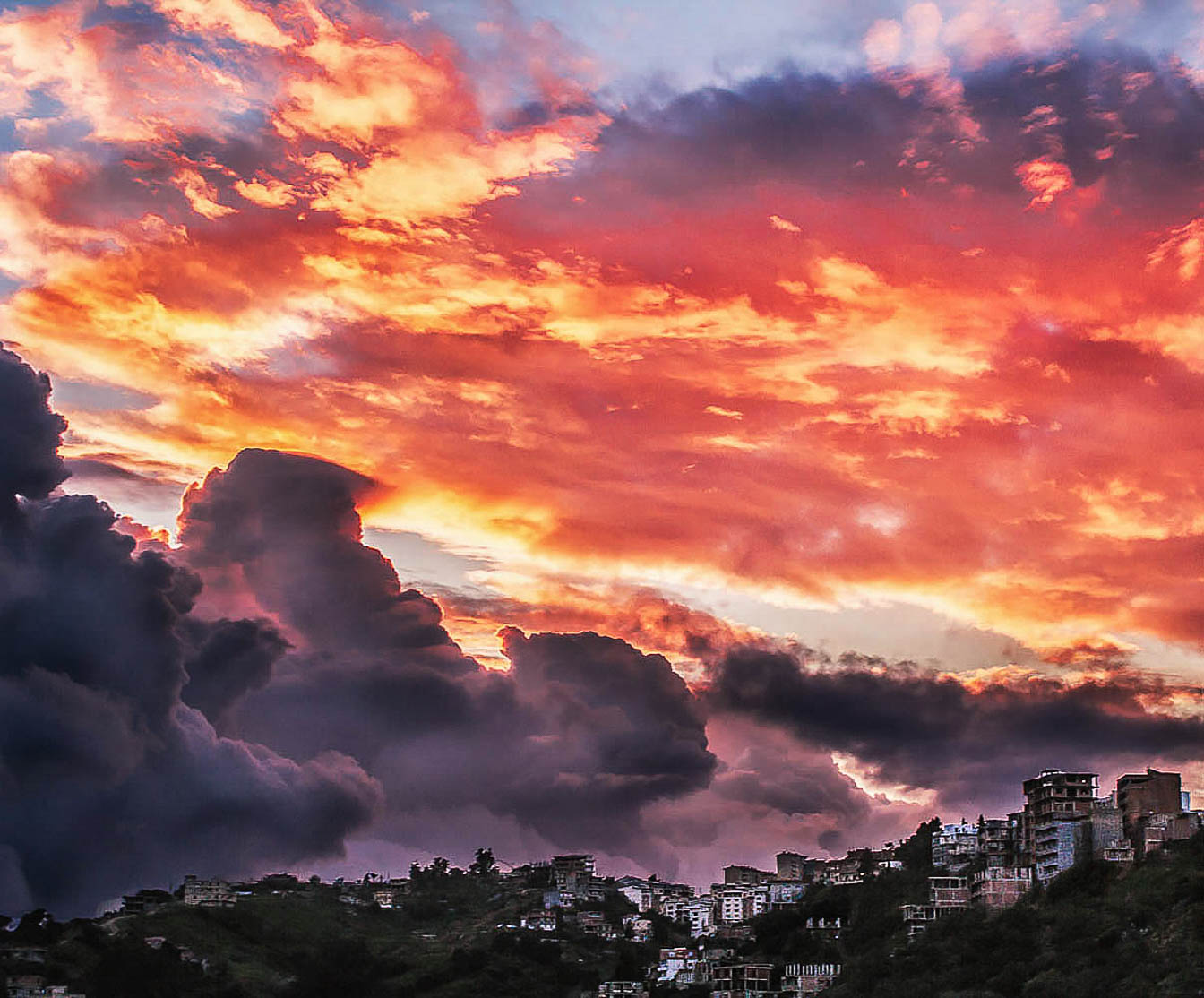
جبل بوزريعة
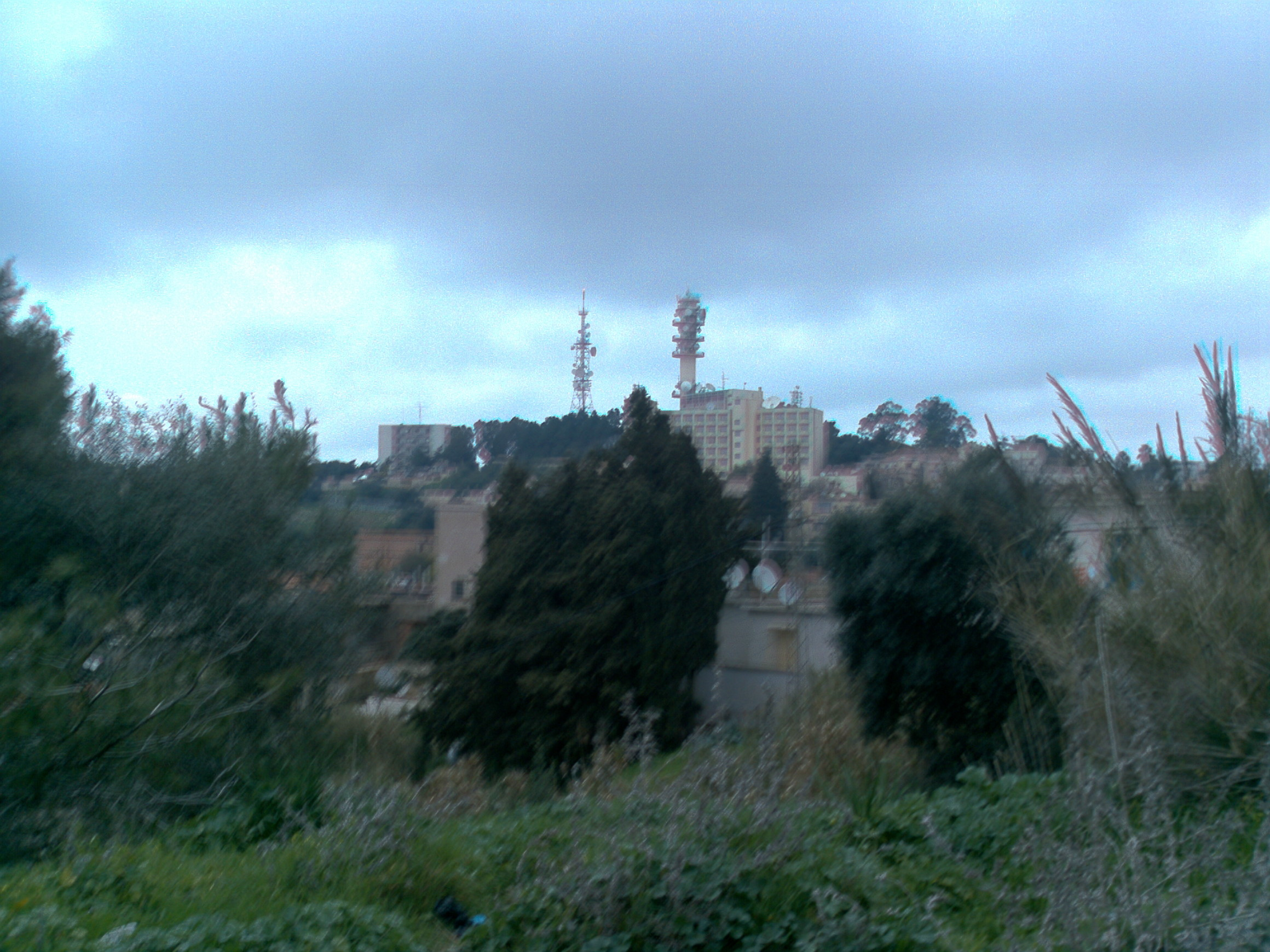
جبل بوزريعة
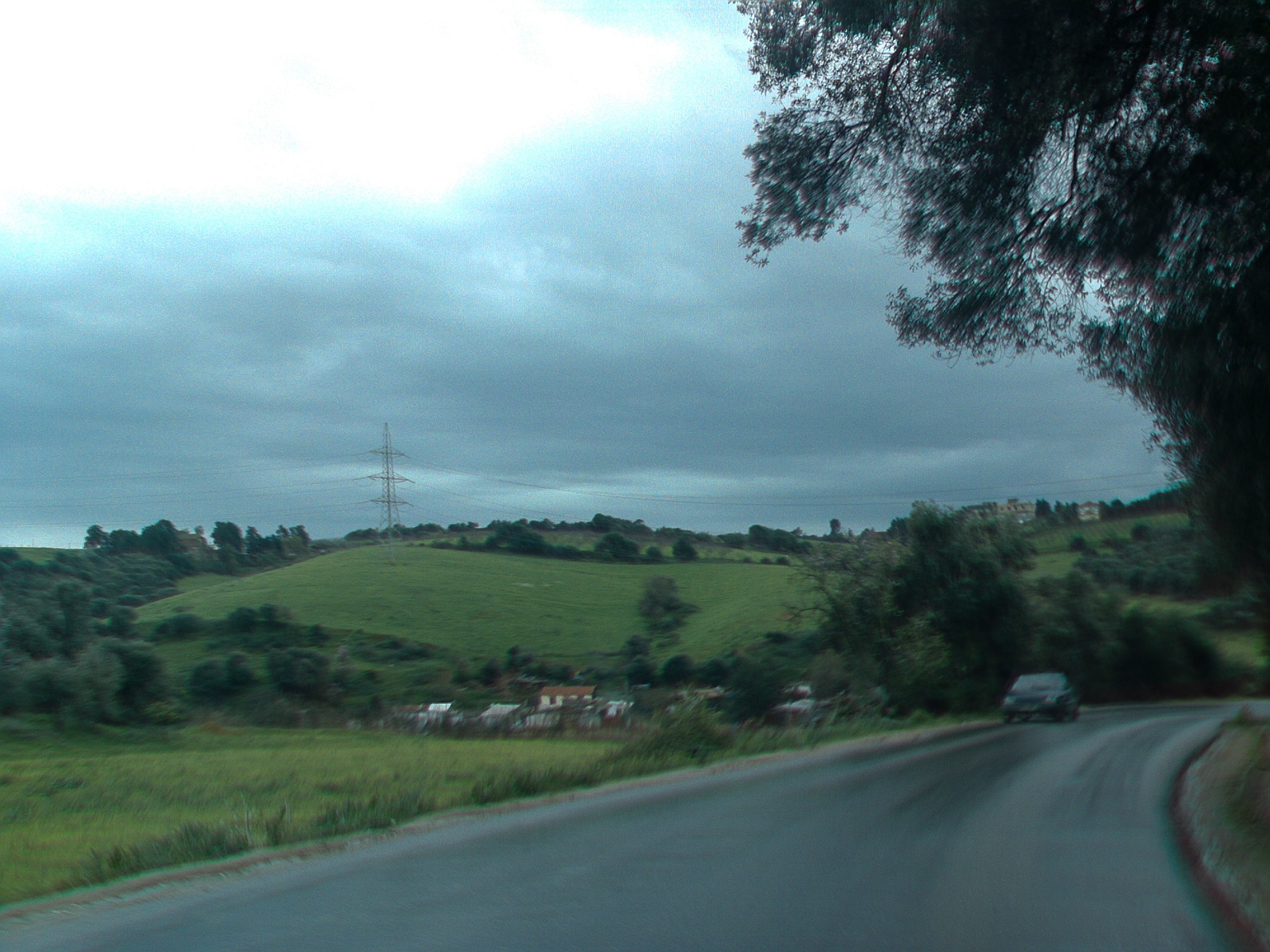
طريق جبل بوزريعة
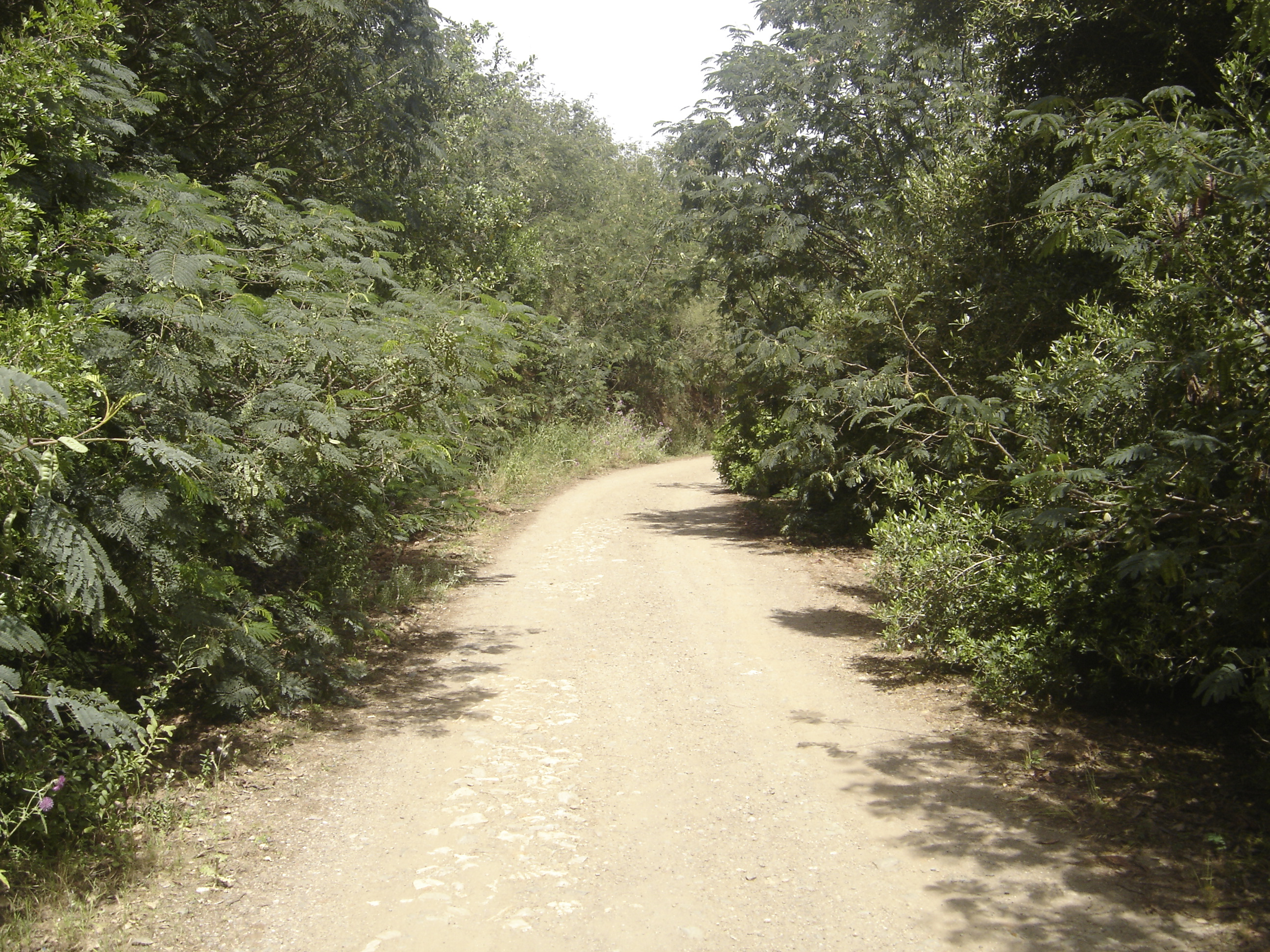
غابة باينام
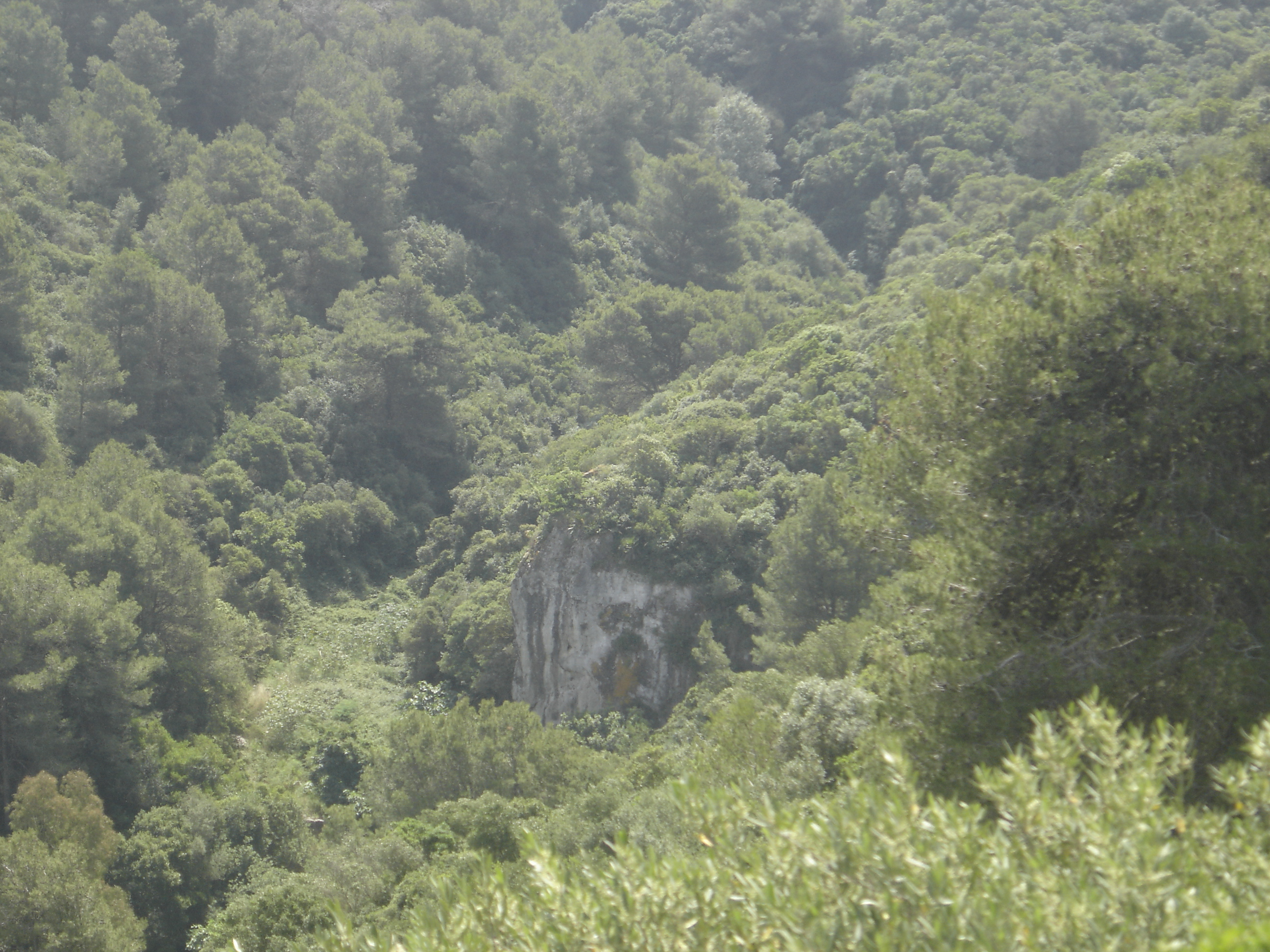
غابة باينام
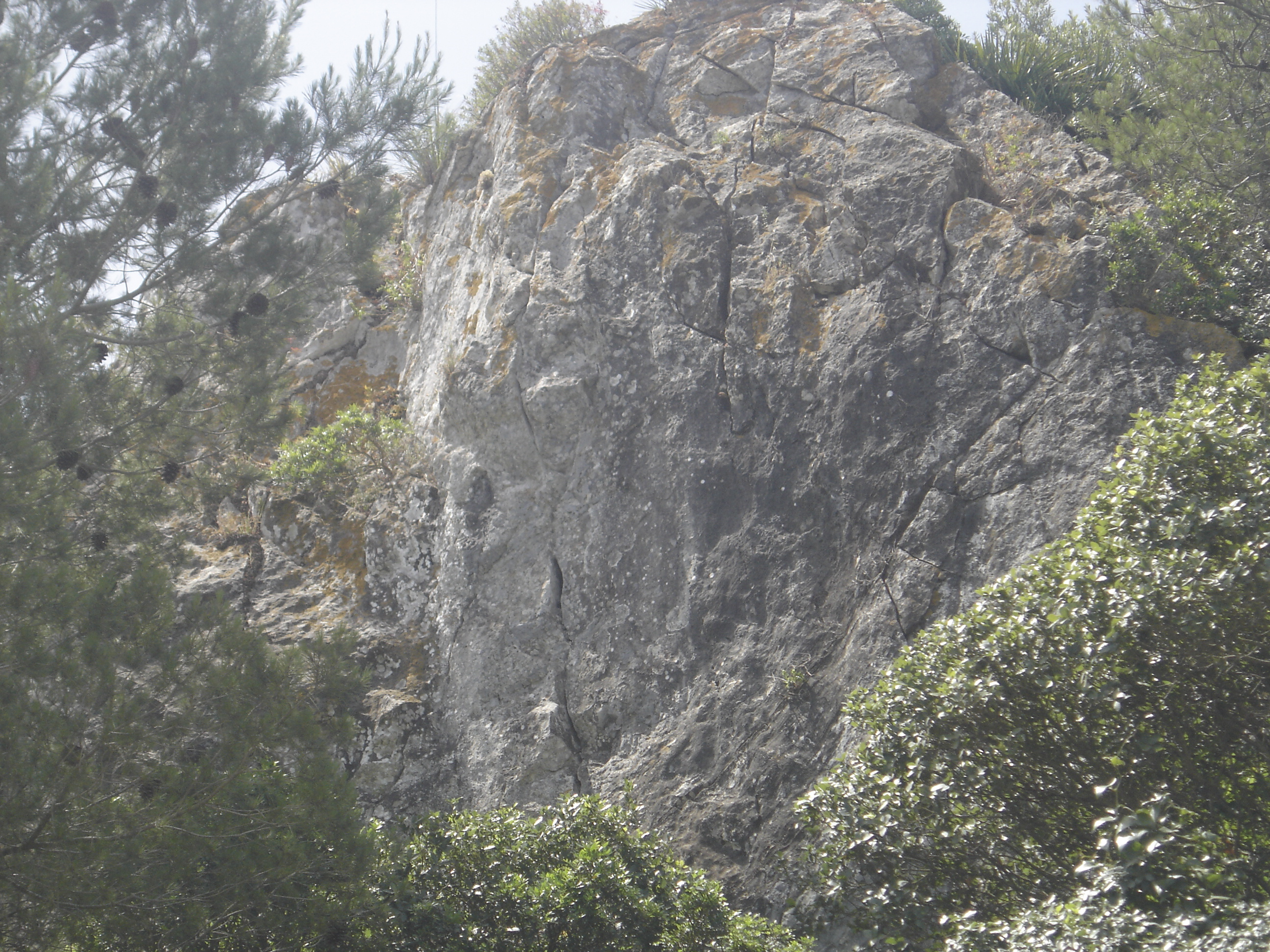
غابة باينام
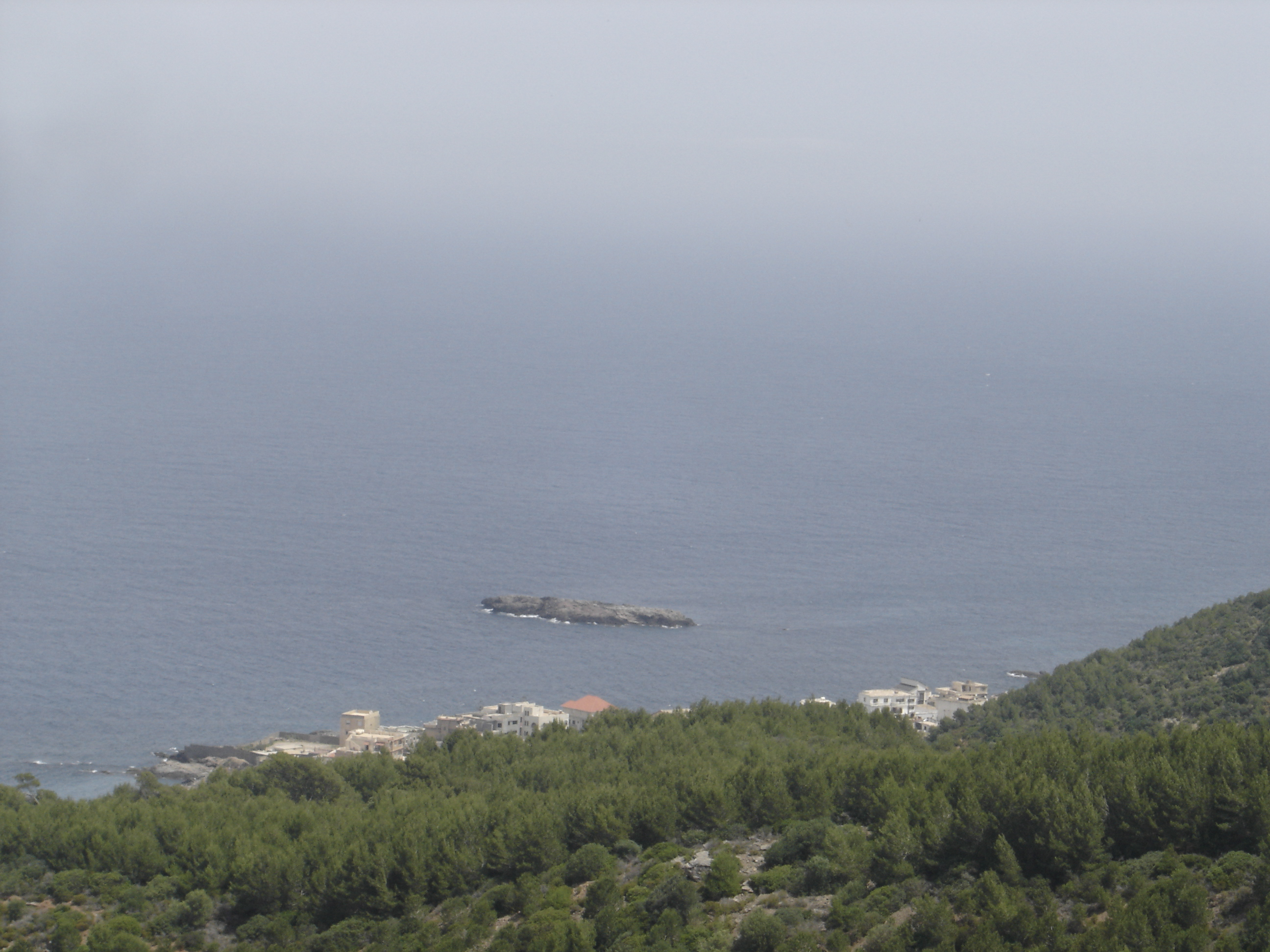
غابة باينام
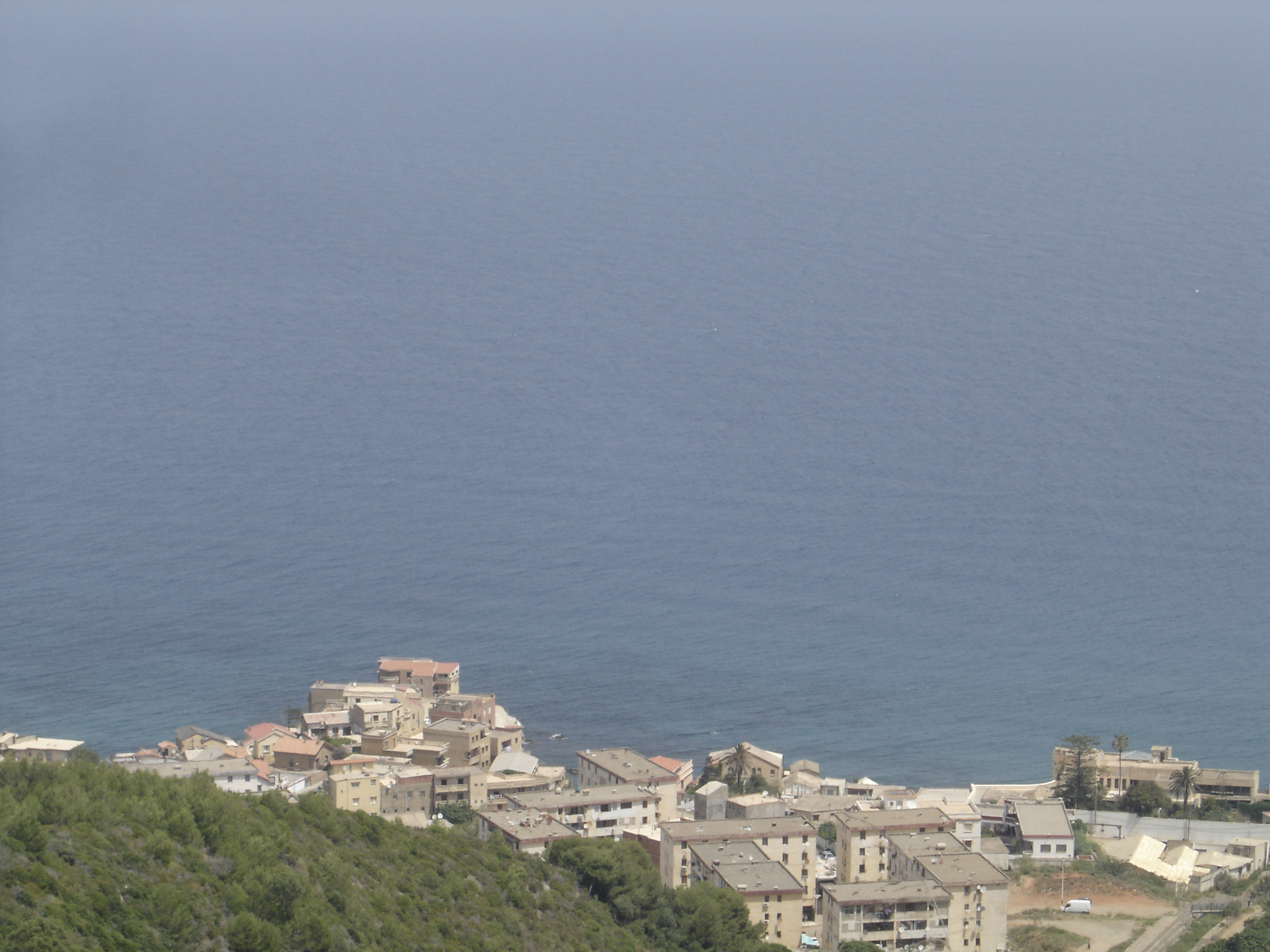
غابة باينام
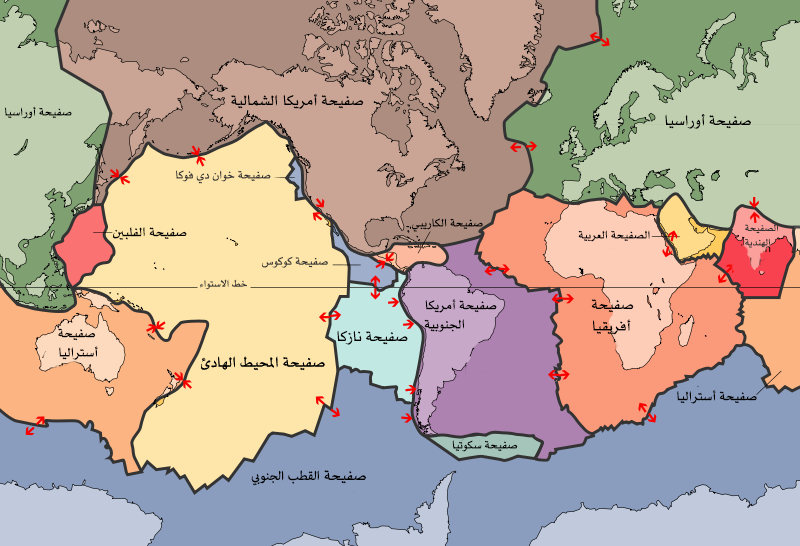
الصفائح التكتونية
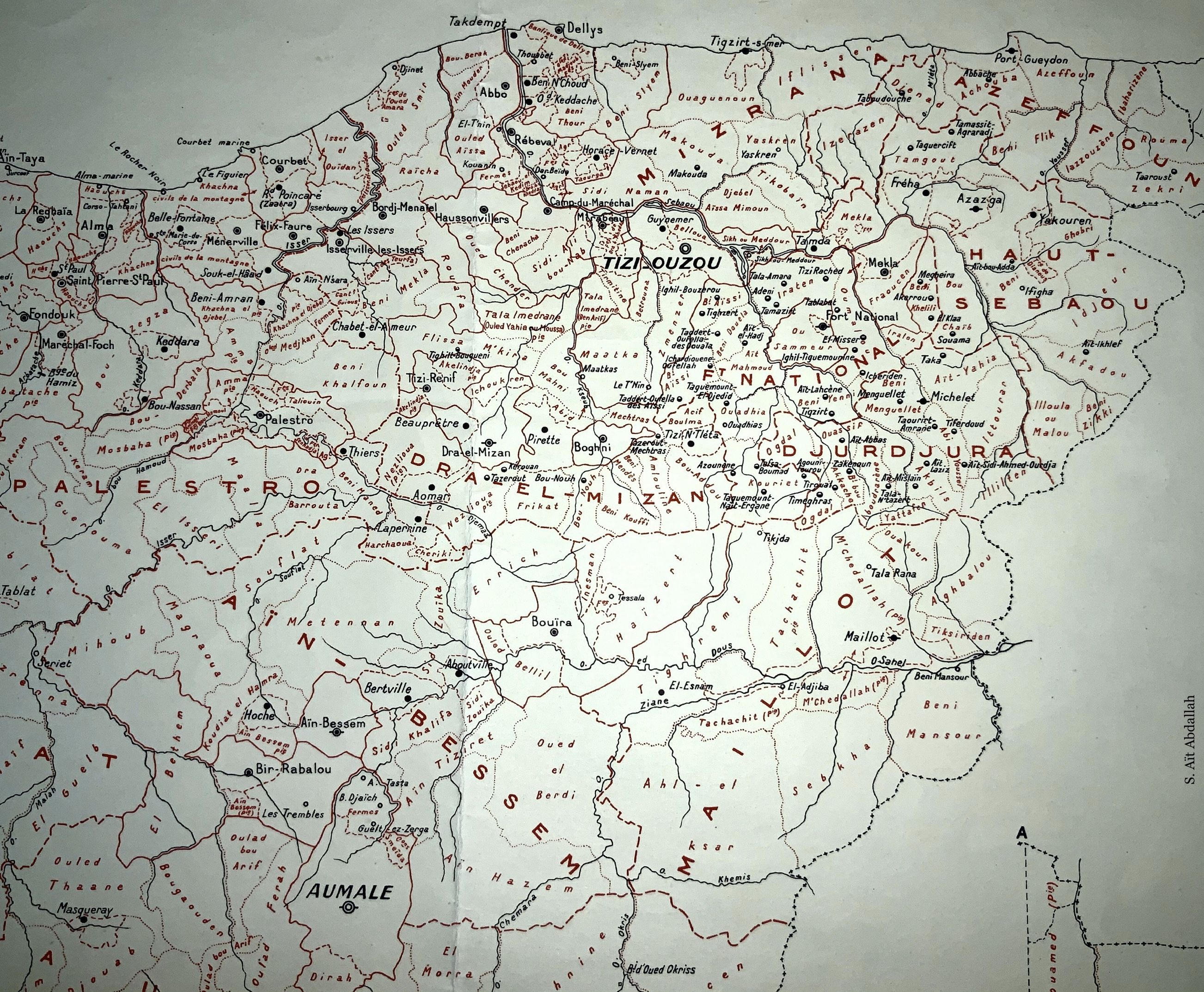
منطقة القبائل
الخريطة التاريخية لبلاد زواوة
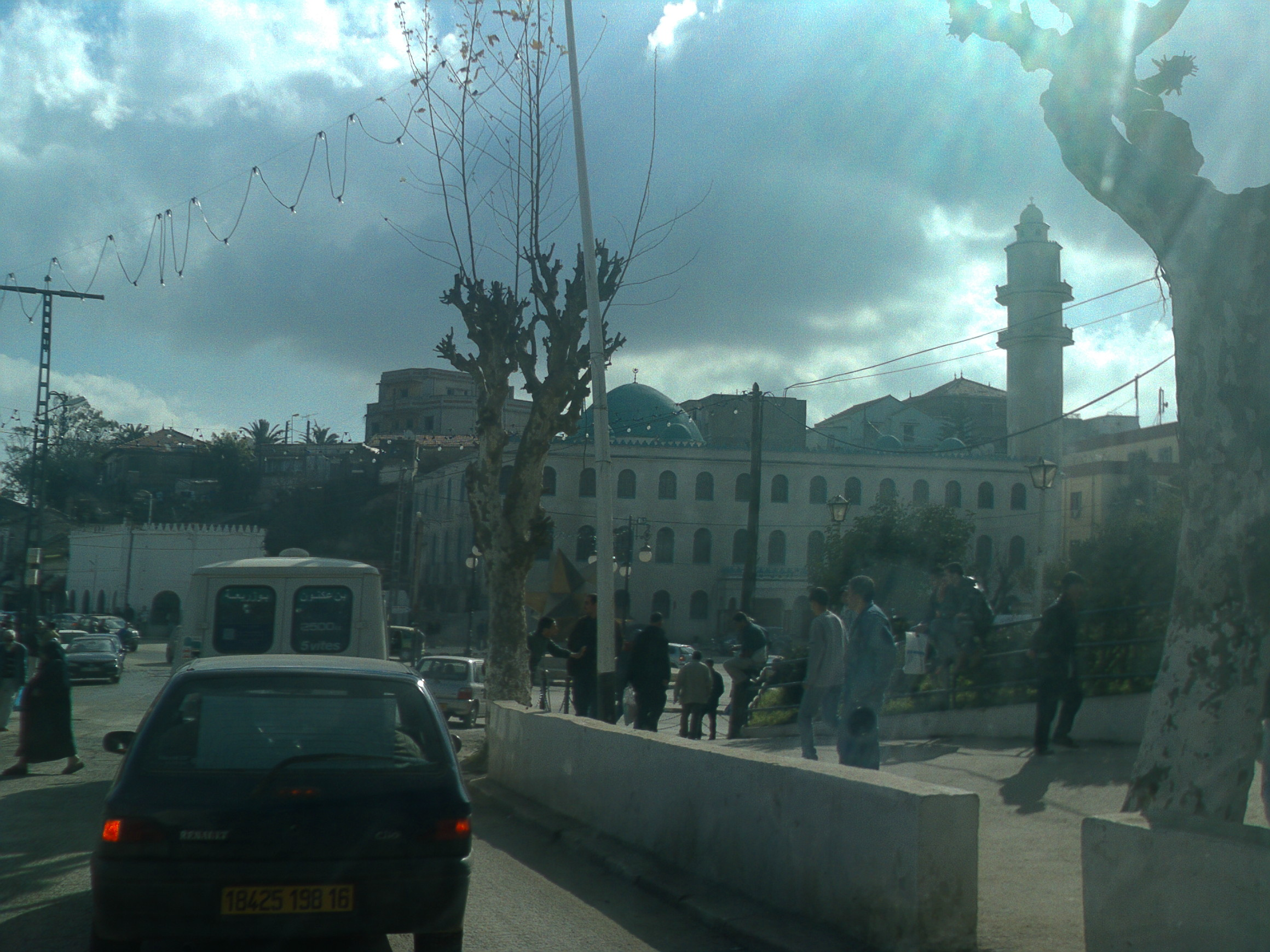
بوزريعة
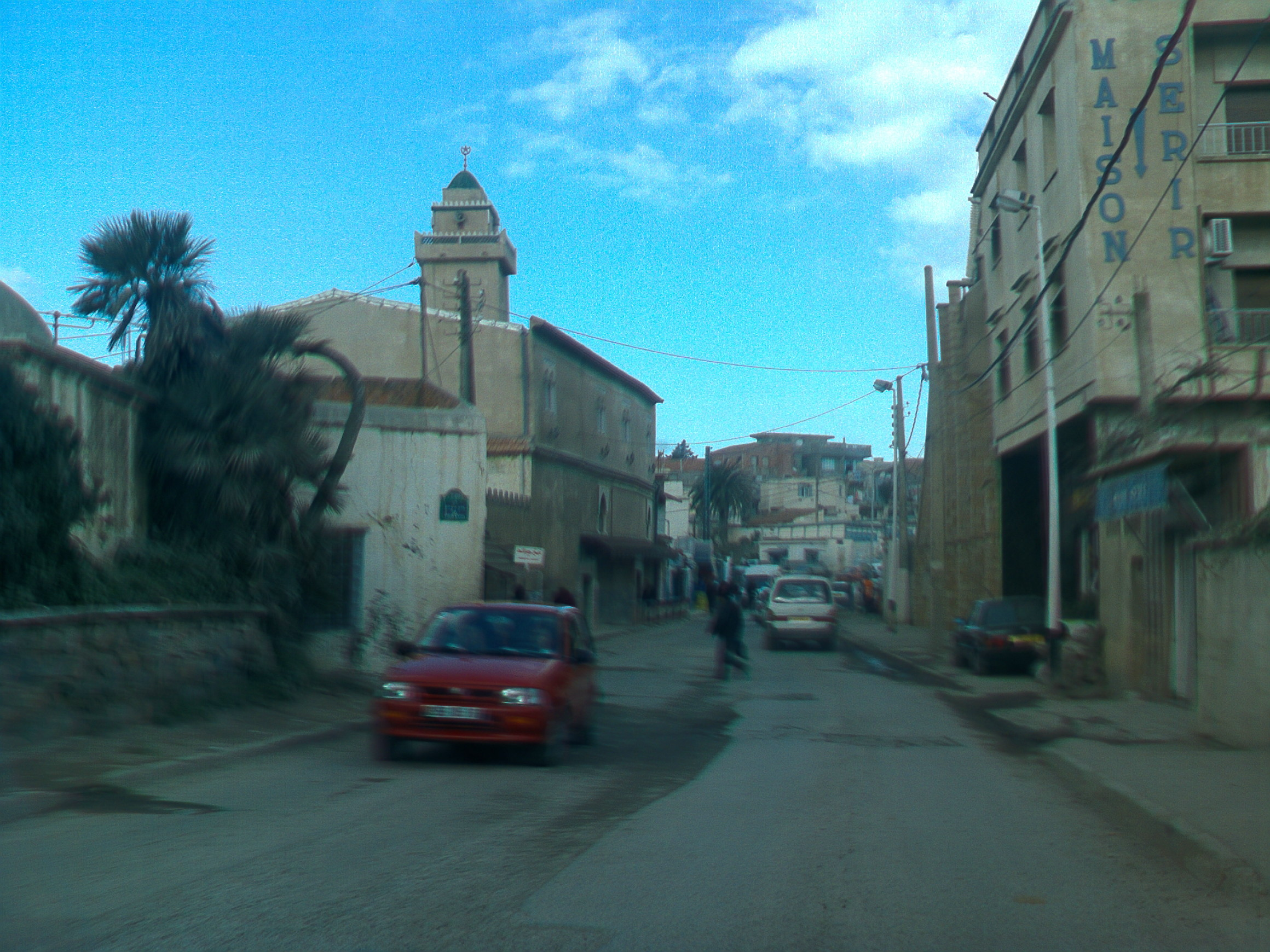
بوزريعة
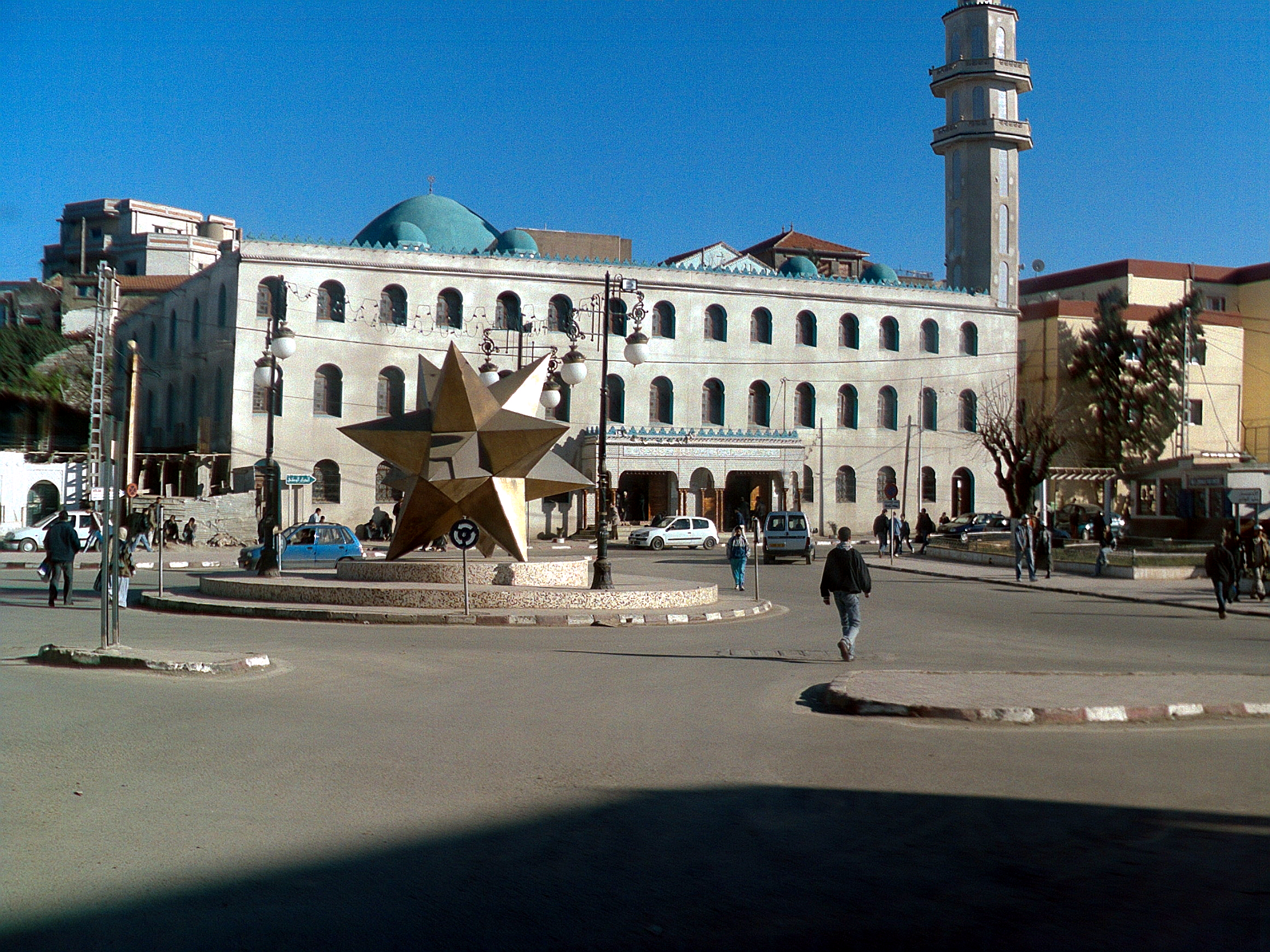
بوزريعة
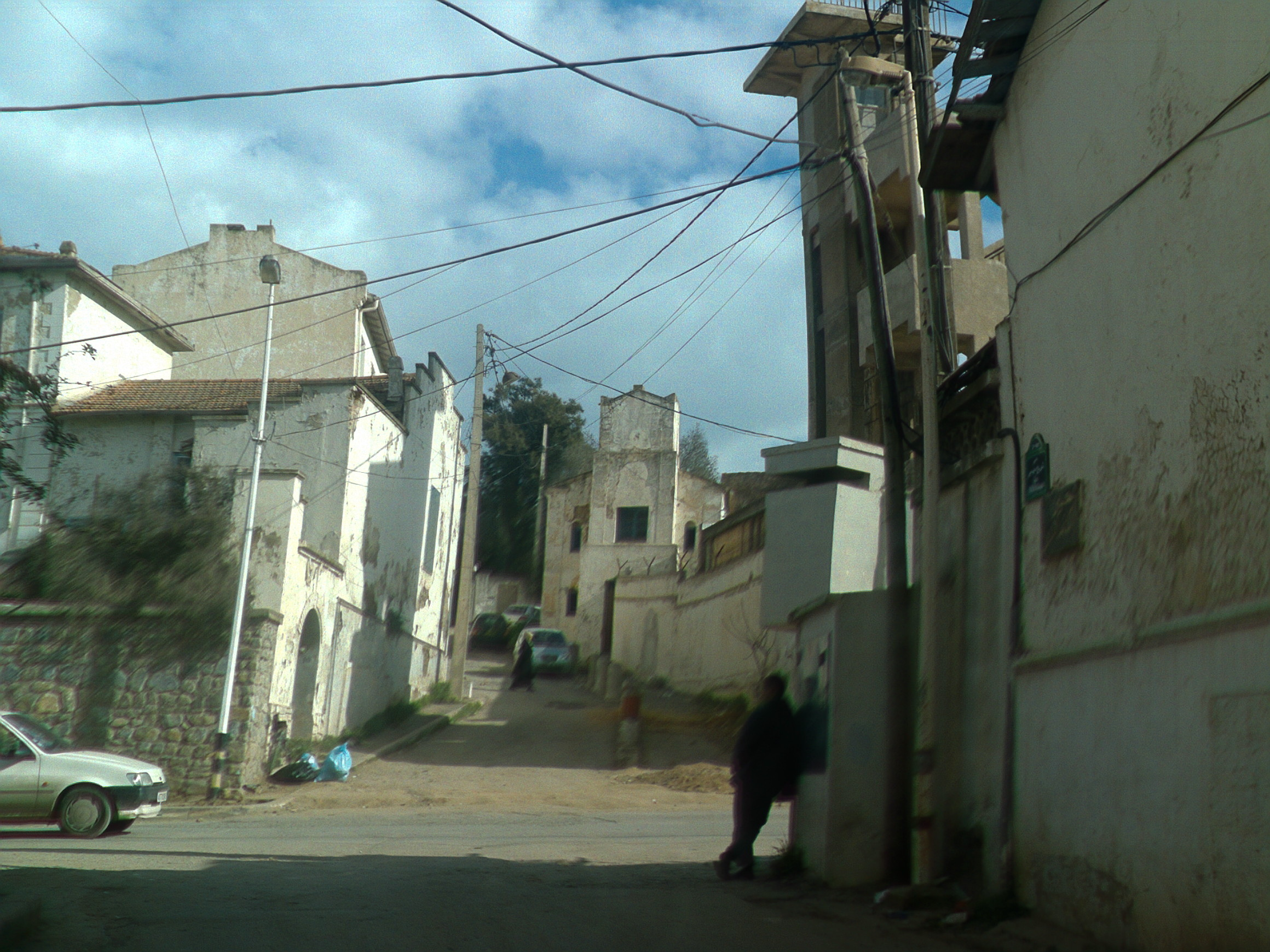
بوزريعة

### مواضيع ذات صلة
- قائمة جبال الجزائر
- الأطلس التلي
- جبال ساحل الجزائر
- ولاية الجزائر
- جبل شنوة
- جبل بوزقزة
- طريق وطني 1 (الجزائر)
- الطريق الوطني رقم 5
- الطريق الوطني رقم 11
- الطريق الوطني رقم 36
- الطريق الوطني رقم 41
- الطريق الوطني رقم 63
- قائمة طرق وطنية في الجزائر
- منطقة القبائل
- زواوة
- متيجة

### فيديوهات
- جبل بوزريعة على يوتيوب.
- جبل بوزريعة من المصعد الهوائي على يوتيوب.
- المصعد الهوائي نحو جبل بوزريعة على يوتيوب.
- المصعد الهوائي نحو جبل بوزريعة على يوتيوب.
- المصعد الهوائي نحو جبل بوزريعة على يوتيوب.
- المصعد الهوائي نحو جبل بوزريعة على يوتيوب.
- غابة باينام قرب جبل بوزريعة على يوتيوب.
- مدينة بوزريعة على يوتيوب.
- منطقة بوزريعة على يوتيوب.
- منطقة بوزريعة في القديم على يوتيوب.
- مدخل غابة باينام على يوتيوب.
- تحقيق حول غابة باينام على يوتيوب.
- جولة نحو غابة باينام على يوتيوب.
- مناظر من غابة باينام على يوتيوب.
- جولة في غابة باينام على يوتيوب.

### وصلات خارجية
- الموقع الرسمي لولاية الجزائر